# 선교장
선교장(船橋莊)은 대한민국 강원특별자치도 강릉시 운정동에 위치한 99칸의 사대부가의 상류 주택이다. 1967년 4월 20일 국가지정 국가민속문화재 제5호로 지정되었다.

## 역사
효령대군의 11대손인 가선대부 무경 이내번에 의해 처음 지어졌으며 10대에 이르도록 증축되어 오늘날에 이르렀다. 예전엔 경포호수를 가로질러 배로 다리를 만들어 건너 다녔다 하여 선교장이라 명명되었다. 선교장 터는 하늘이 족제비 떼를 통하여 점지했다는 명당이다.
2014년 2월 내린 폭설로 굴뚝이 넘어지고 지붕의 기와가 깨지고 밀려 떨어지는 등의 피해가 발생한 것으로 나타났다.

## 개요
조선시대 사대부의 살림집이다. 전주사람인 이내번이 이곳으로 이주하면서 지은 집으로, 예전 경포호가 지금보다 넓은 면적으로 조성되어 있을 때 배를 타고 건너다니던 배다리마을(선교리)에 위치하여 ‘선교장(船橋莊)’이라 붙였다. 안채·사랑채·행랑채·별당·정자 등 민가로서는 거의 모자람이 없는 구조를 지니고 있다.
1700년 이전에 건립된 안채는 이내번이 지었으며, 선교장의 건물들 중 가장 서민적인 성격을 띠고 있다. 안채의 오른쪽으로 연결이 되어있는 주인전용의 별당건물인 동별당은 이근우가 1920년에 지은 'ㄱ'자형 건물이다. 열화당은 사랑채로서 순조 15년(1815)에 이후(李厚)가 세웠으며, 도연명의 『귀거래사』 중에서 이름을 따왔다고 한다.
안채와 열화당 사이에는 서재 겸 서고로 사용되던 서별당이 있다. 대문 밖 바깥마당의 남쪽으로 위치한 넓은 인공연못에 서 있는 활래정은 열화당을 세운 다음해에 지었다. 돌기둥이 받치고 있는 마루가 연못안쪽으로 들어가 있는 누각형식의 ㄱ자형 건물이다.
전체적으로 이 집은 낮은 산기슭을 배경으로 독립된 건물들을 적당히 배치하고 각 건물의 구조도 소박하게 처리함으로써, 집 밖의 활래정과 함께 자유스럽고 너그러운 분위기를 풍기고 있다. 또한 소장하고 있는 여러 살림살이들은 옛날 강릉지방 사람들의 생활관습을 알아낼 수 있는 좋은 자료가 되고있다.

## 시설 현황

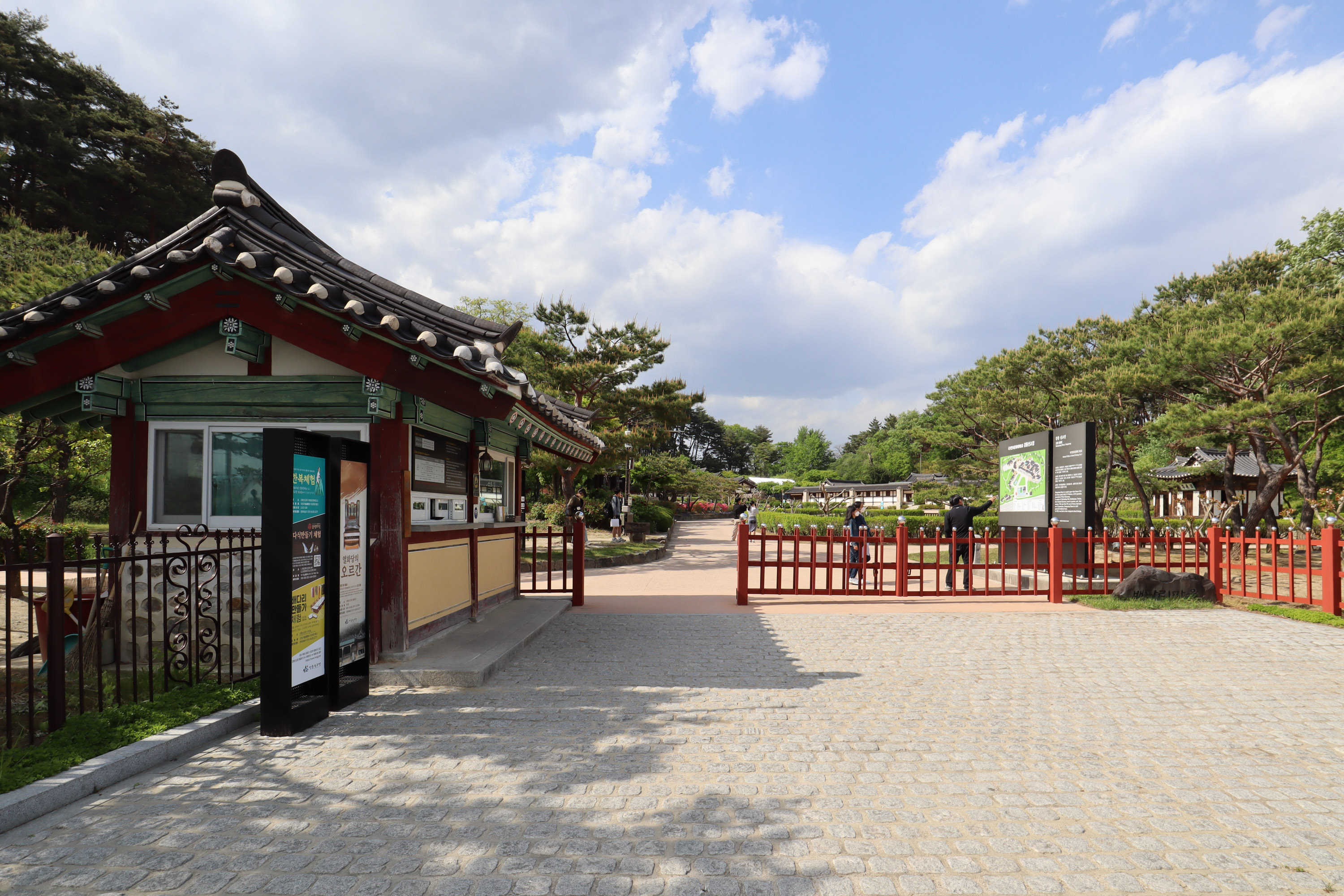
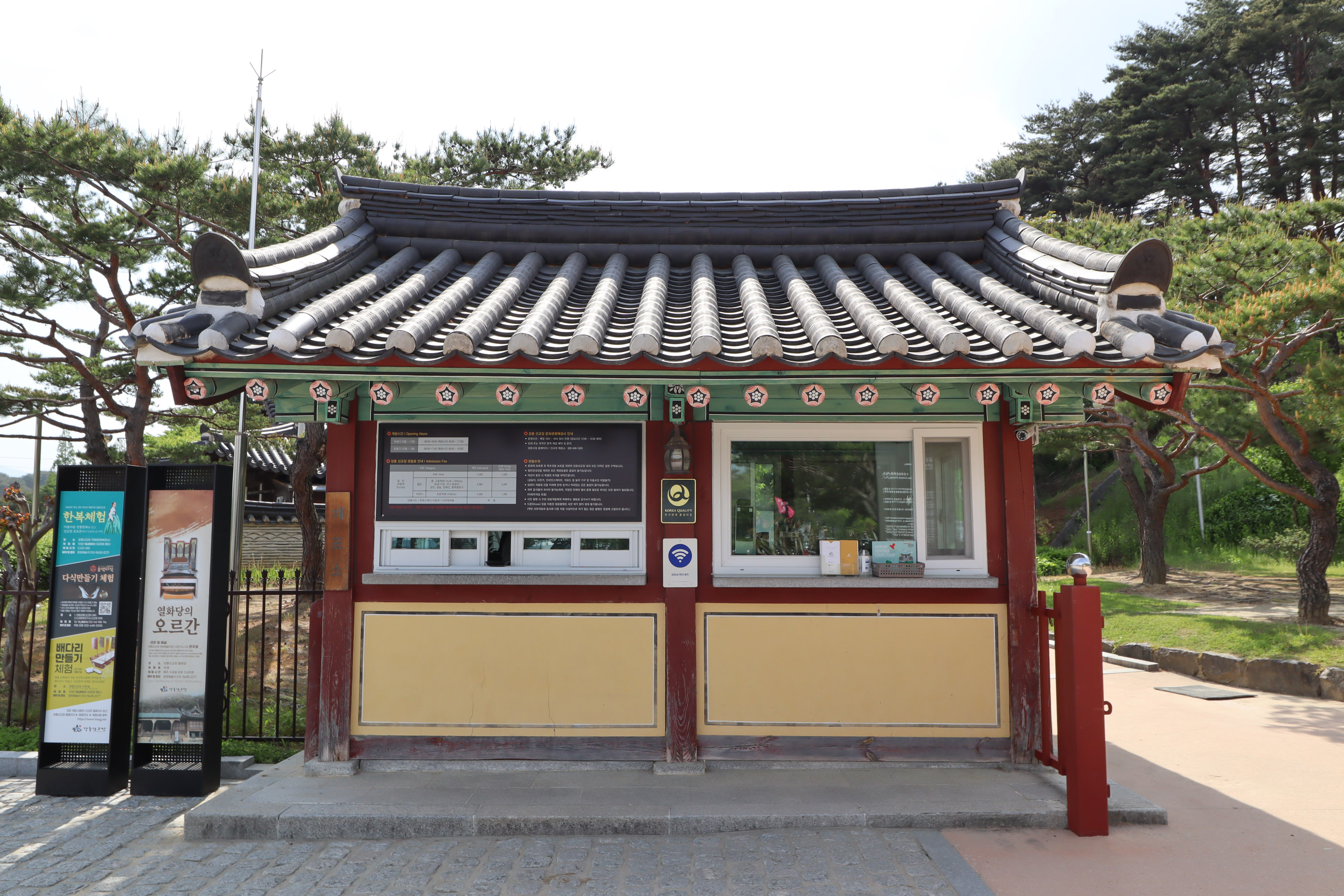

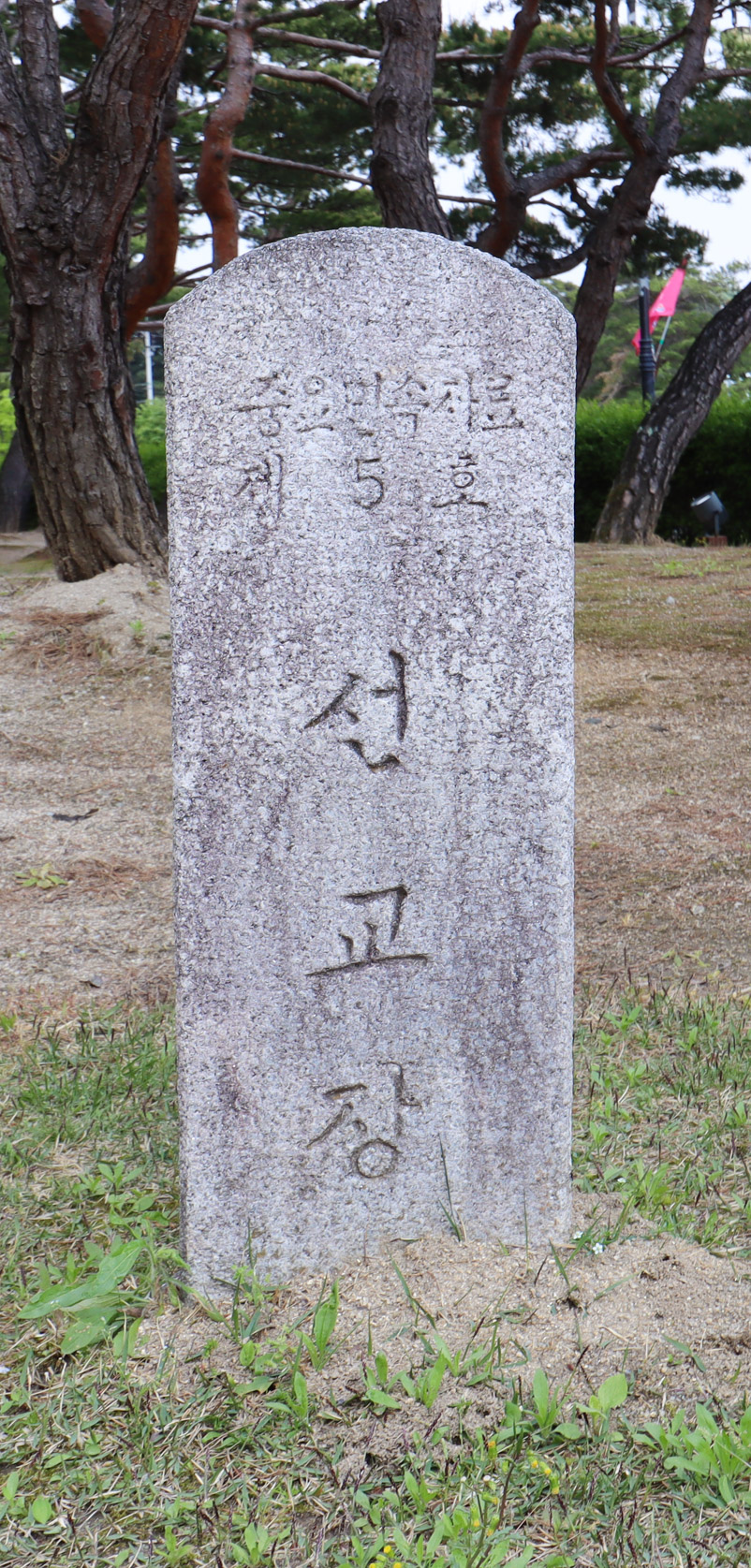
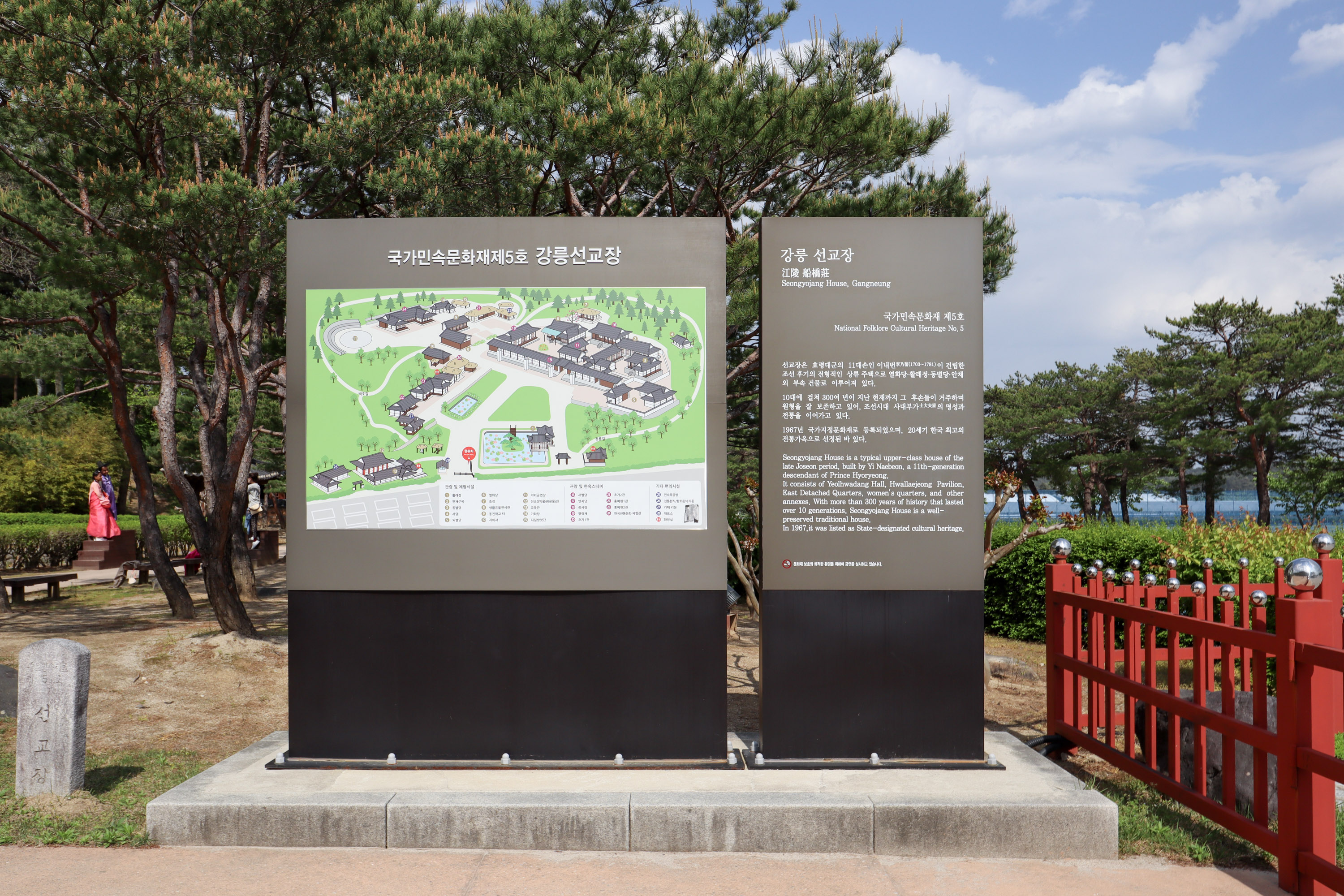

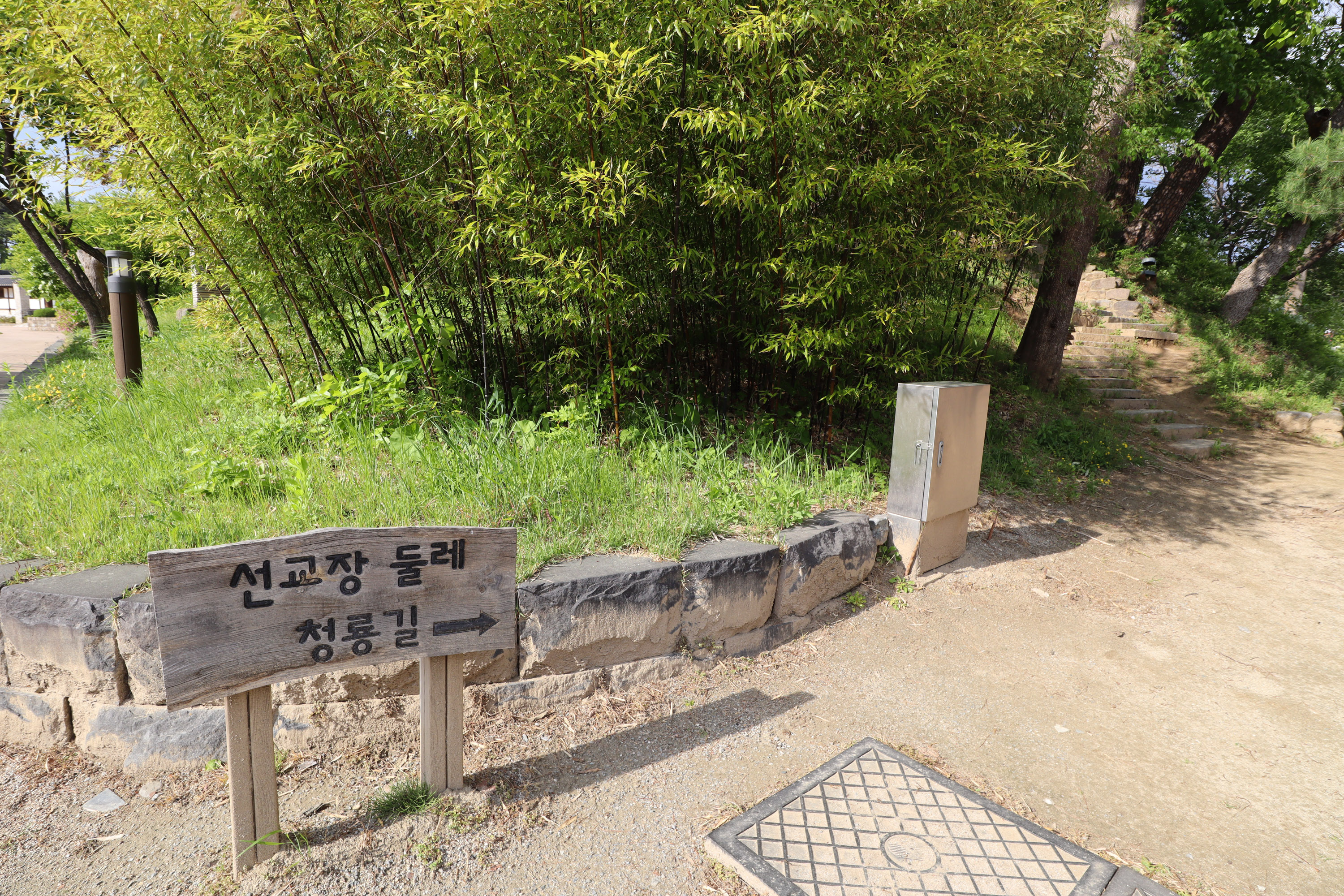
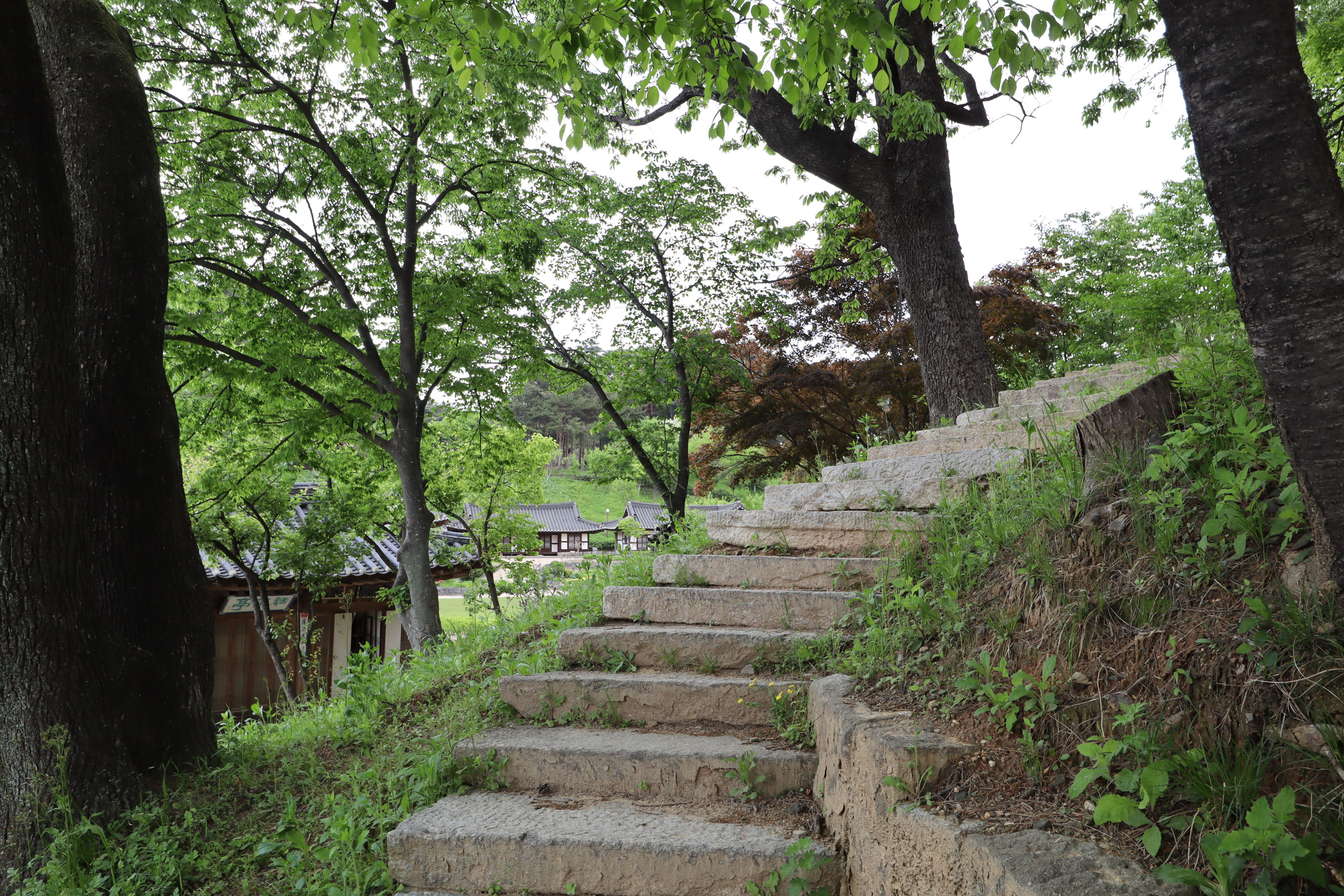
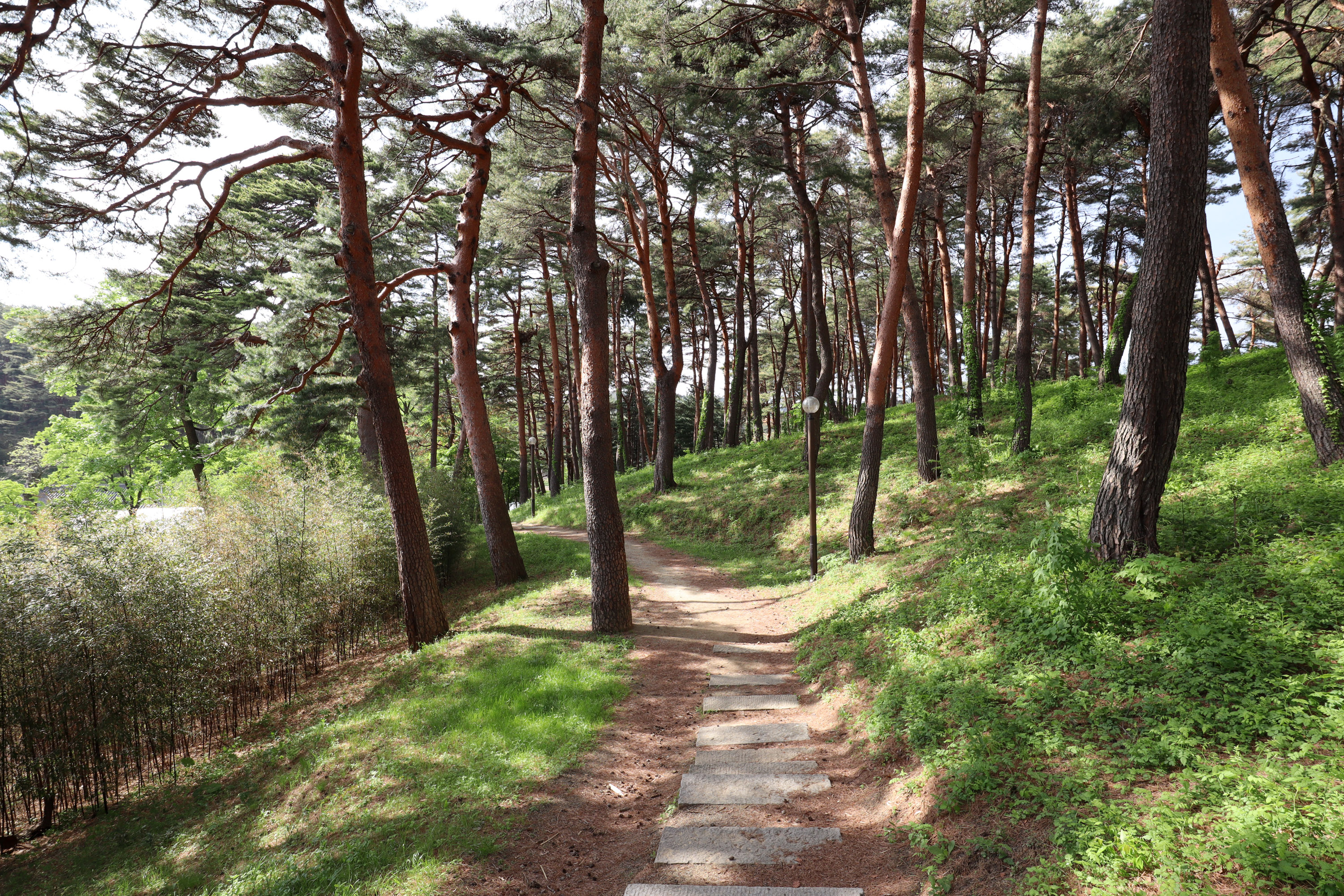
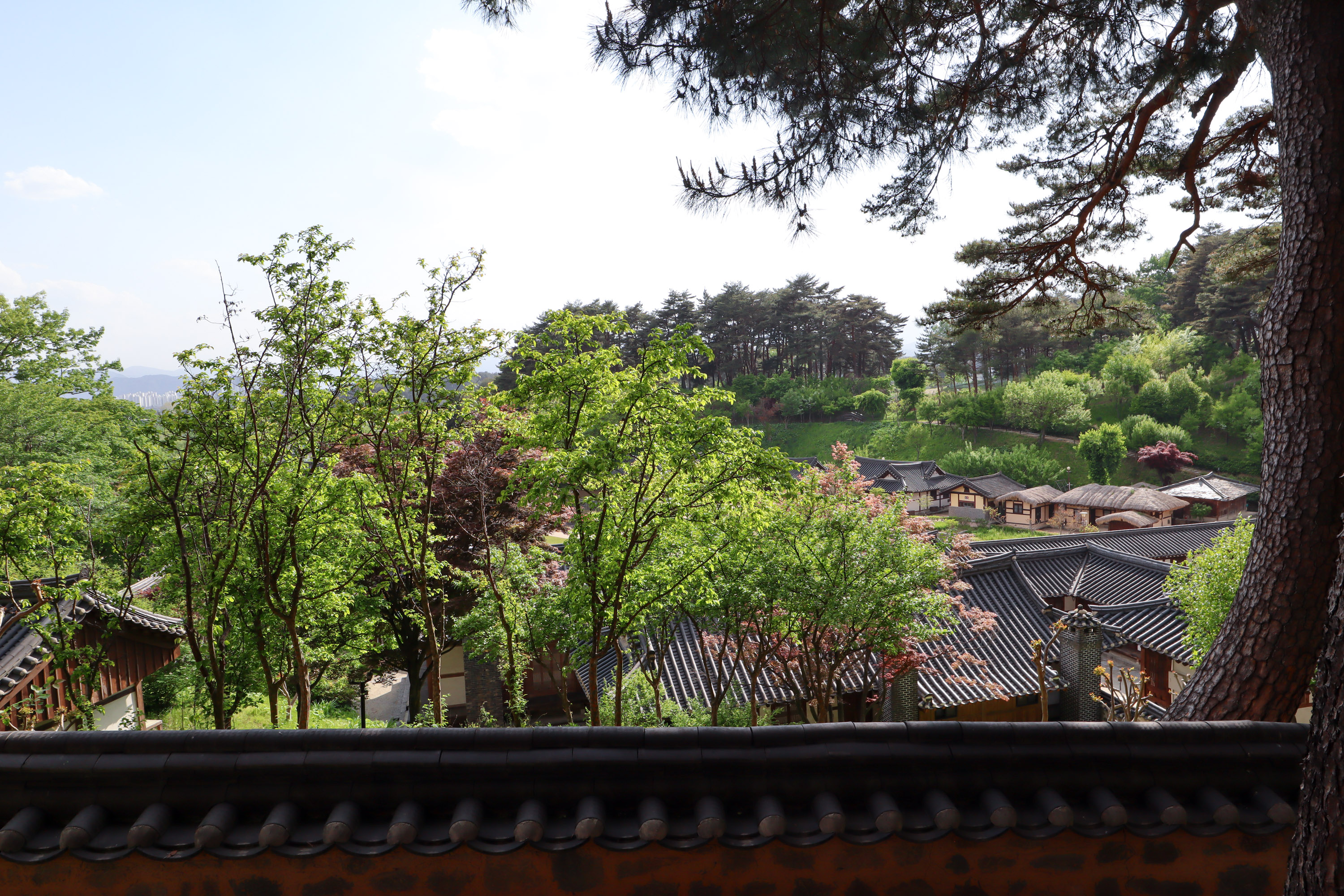
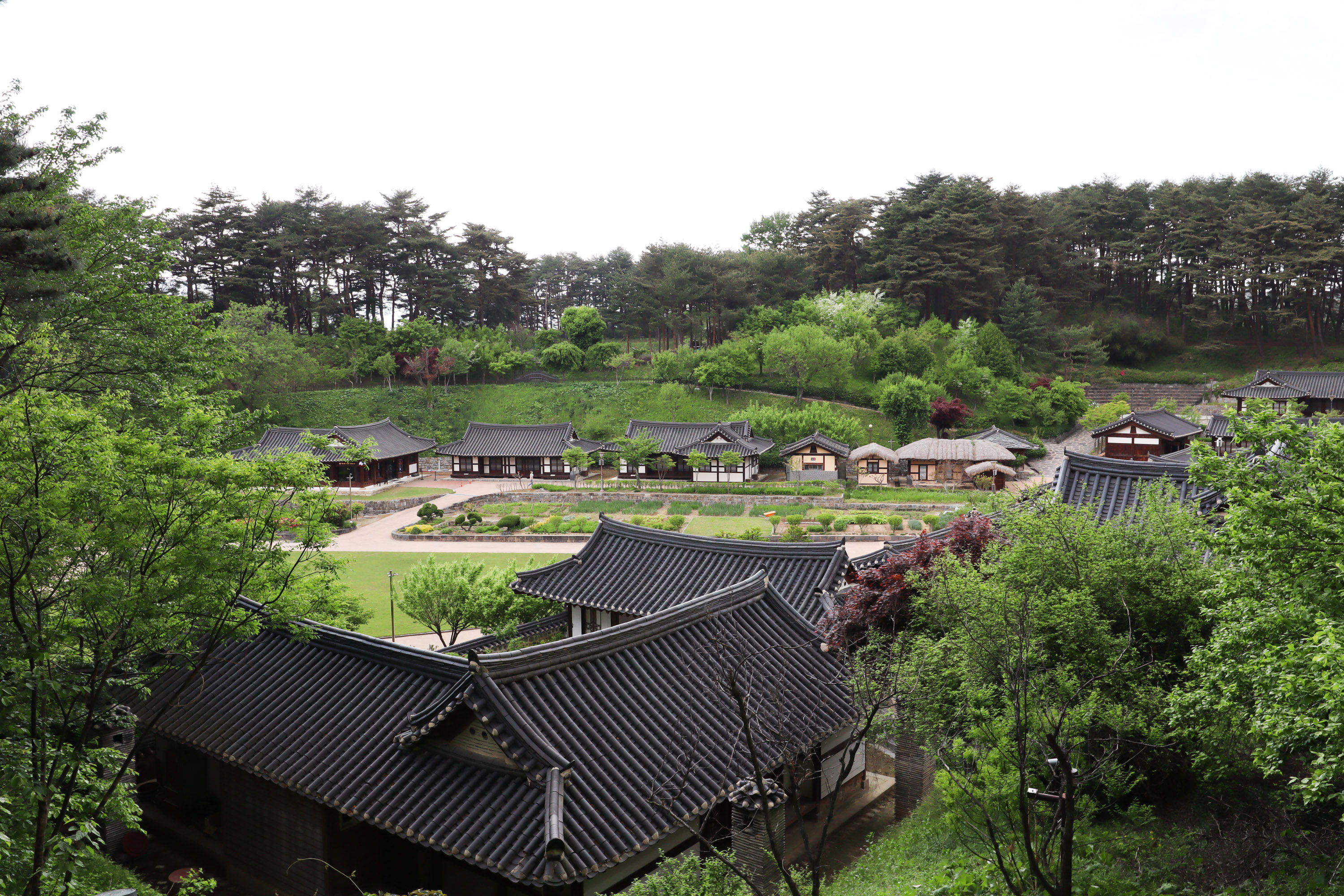
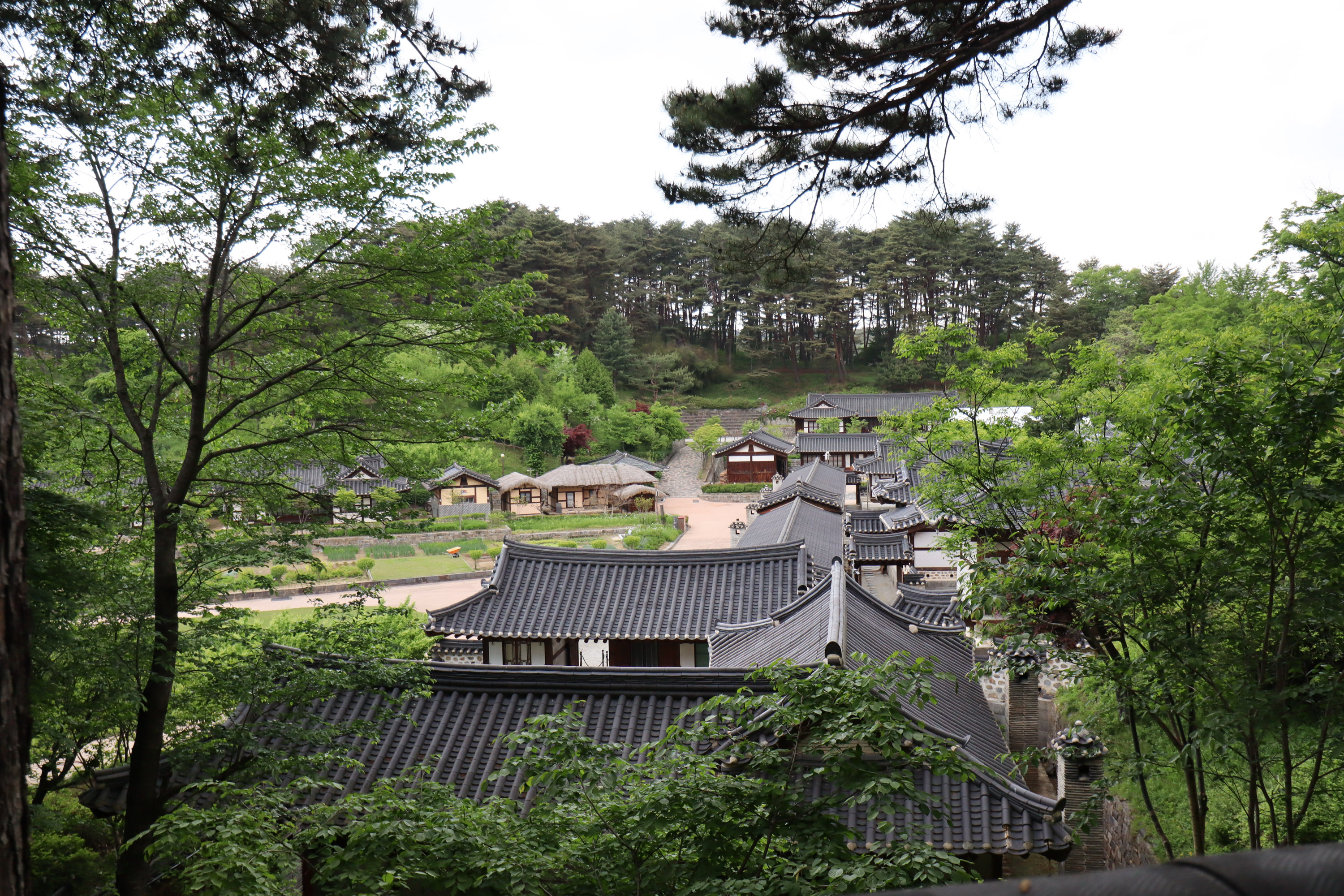
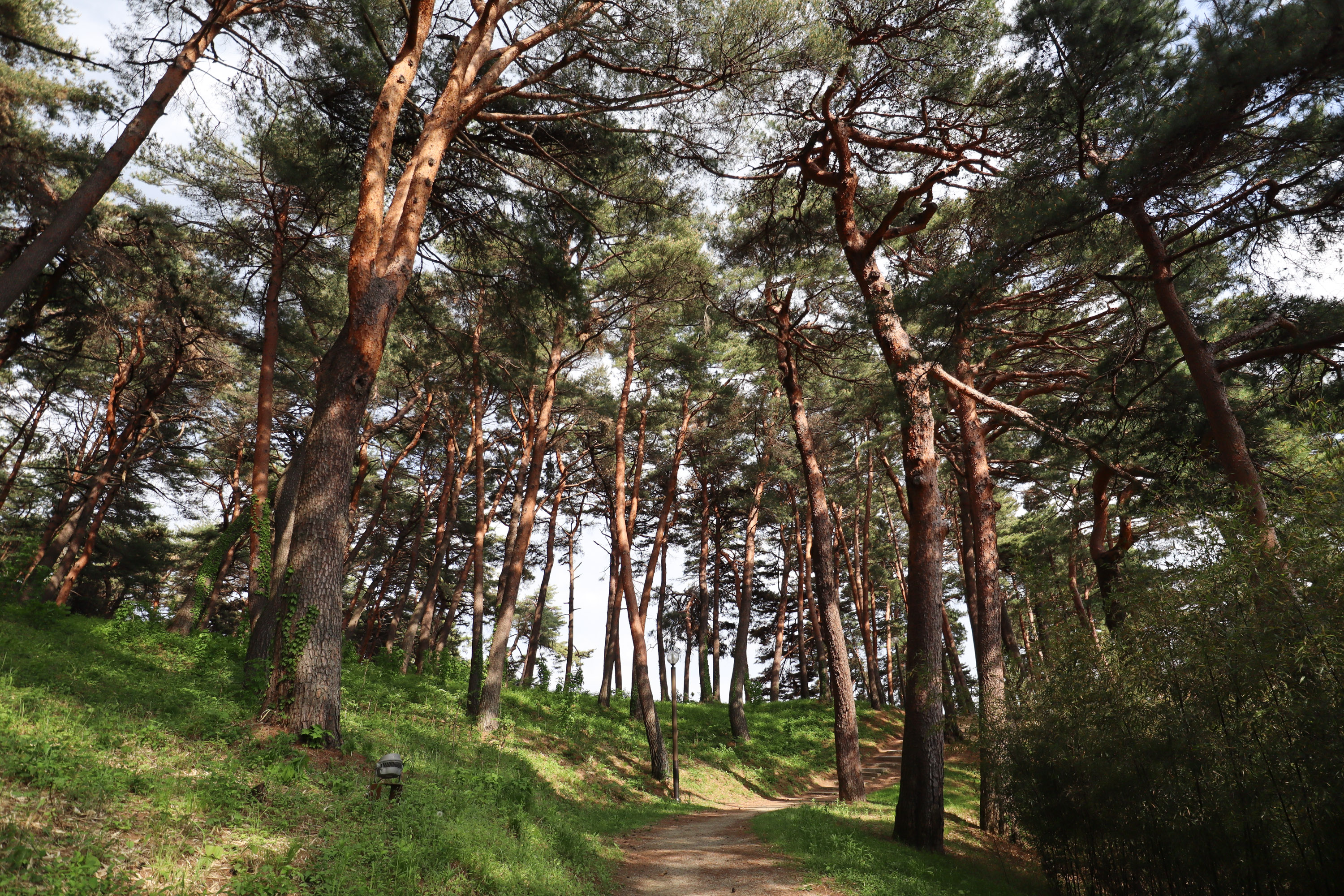

매표소
입구 시설물
월하문
활래정

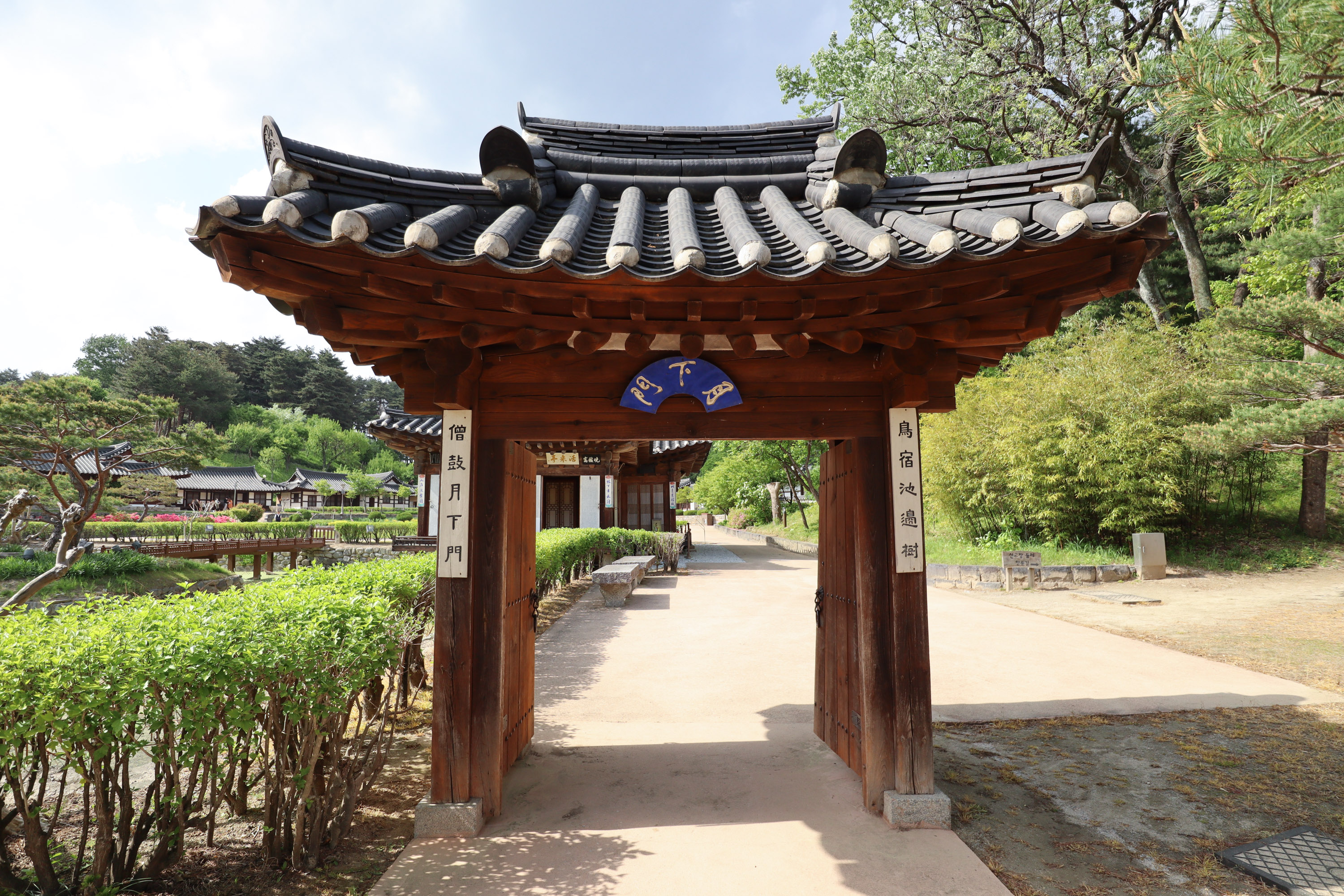

1816년 지어진 활수래(活水來) 맑은 물이 끊임없이 흘러 나온다는 뜻의 정자이다. 연지와 함께 못 가운데 만든 섬은 신선계를 상징하며 금강산과 관동팔경을 지나는 조선의 풍류가와 시인, 묵객들이 머물며 문화와 예술의 향을 피우던 곳이다.
안채주옥

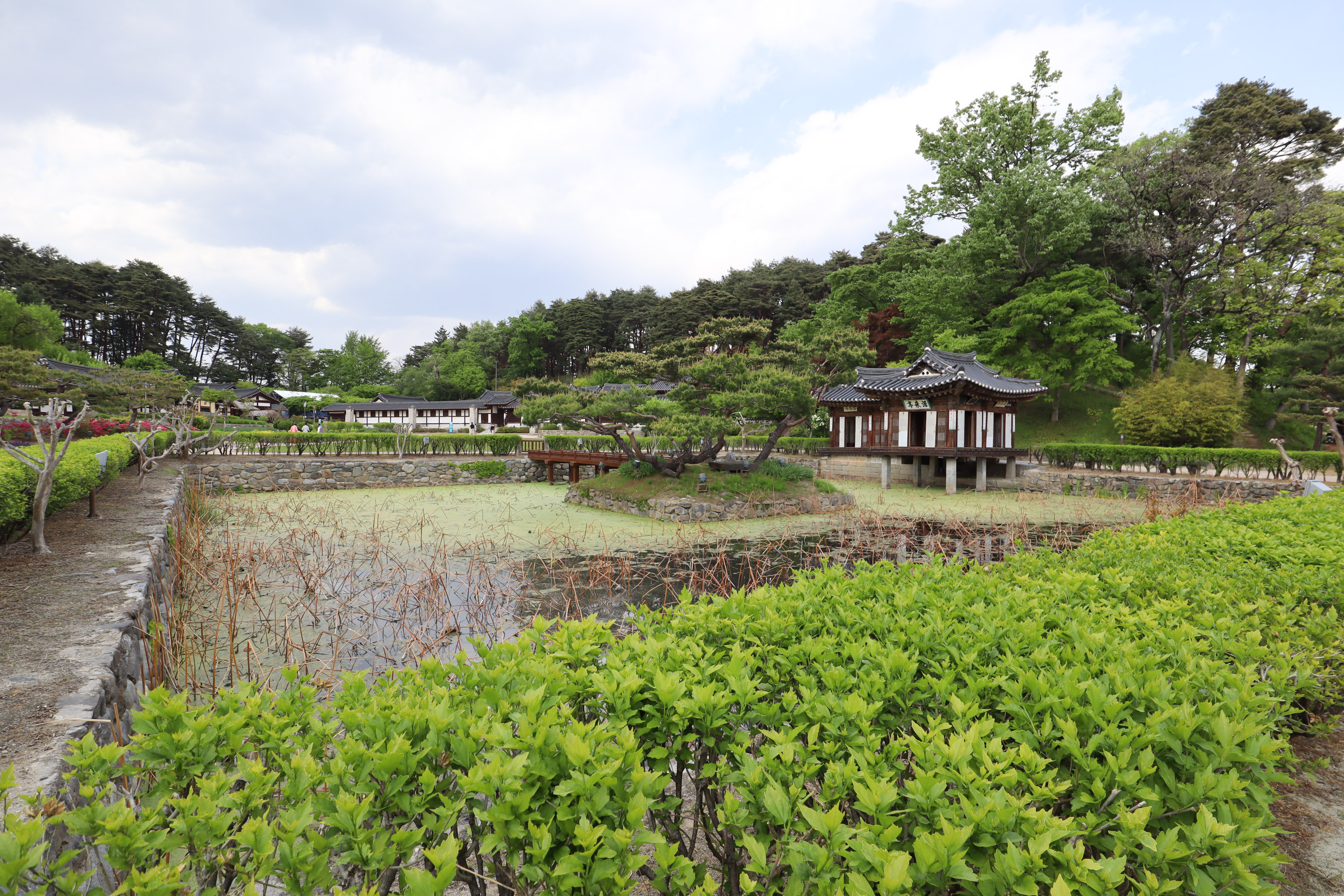
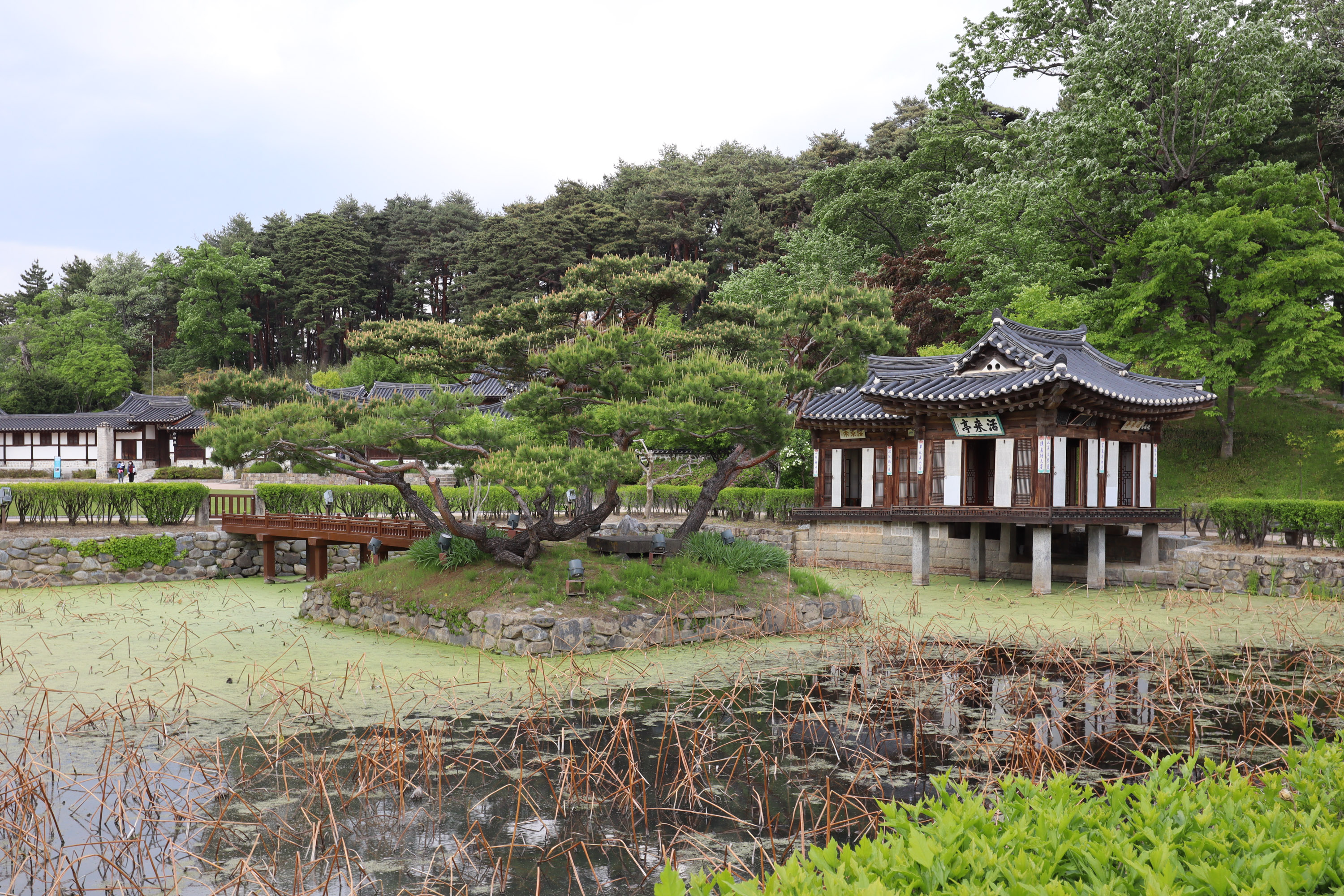
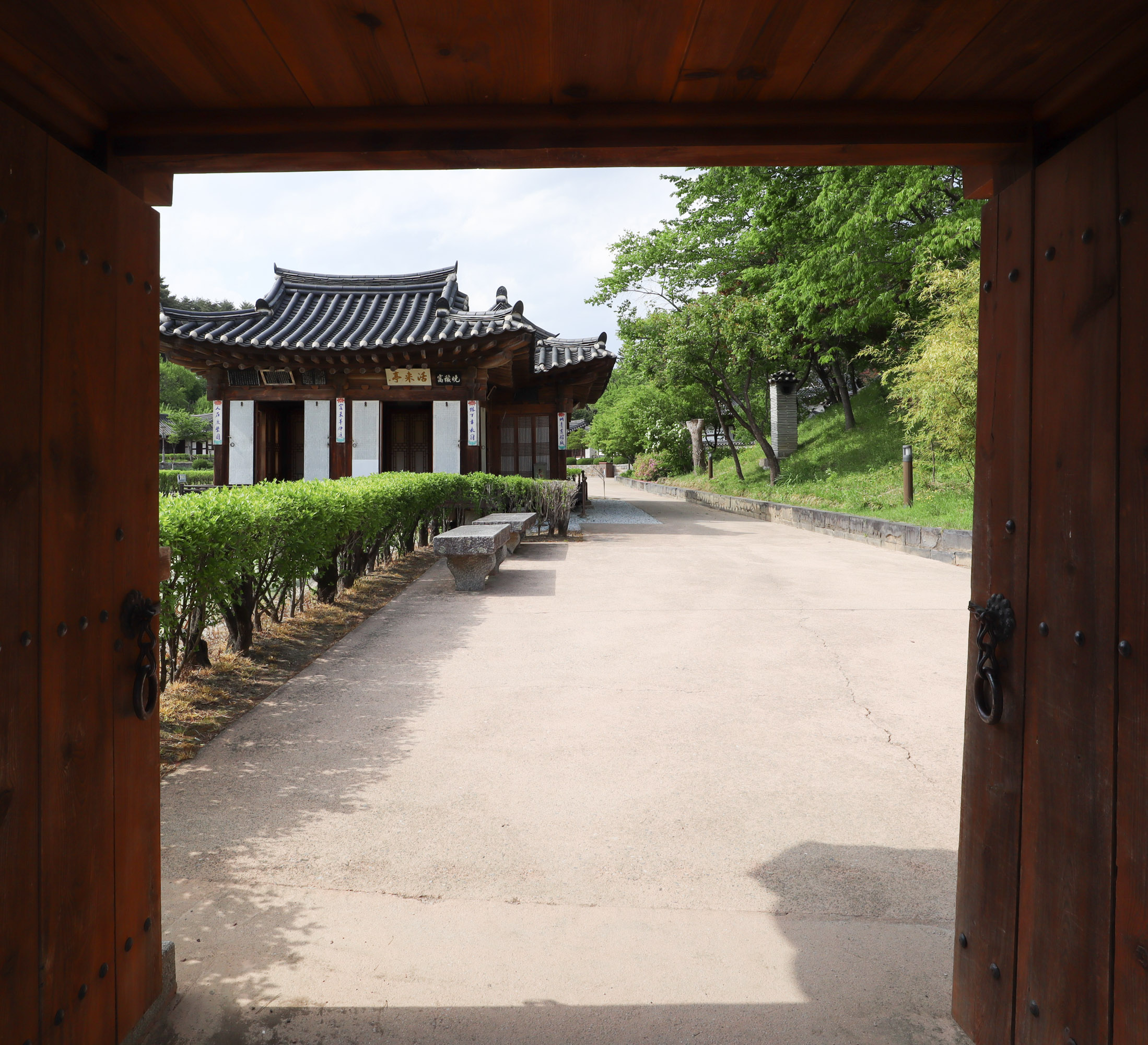
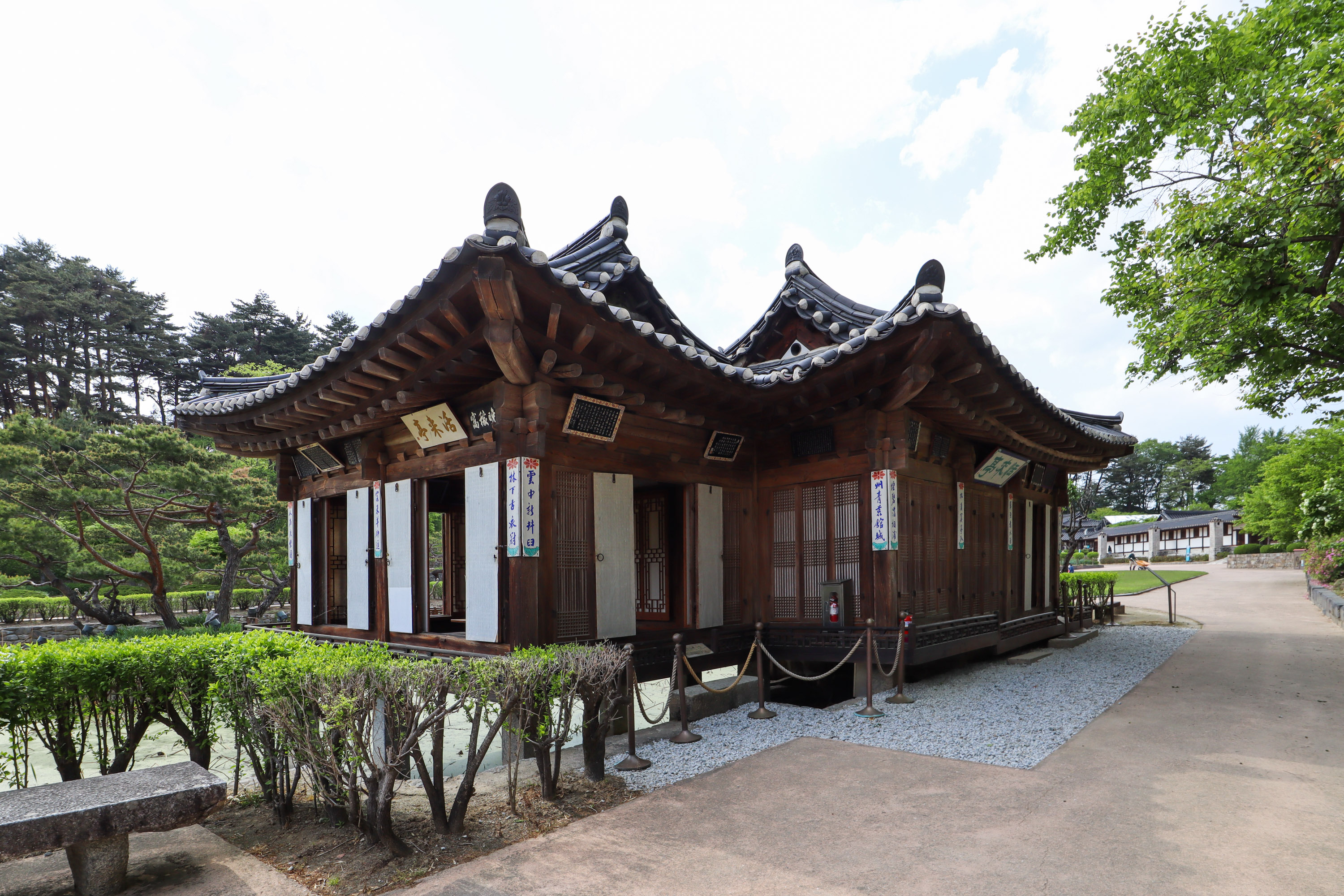
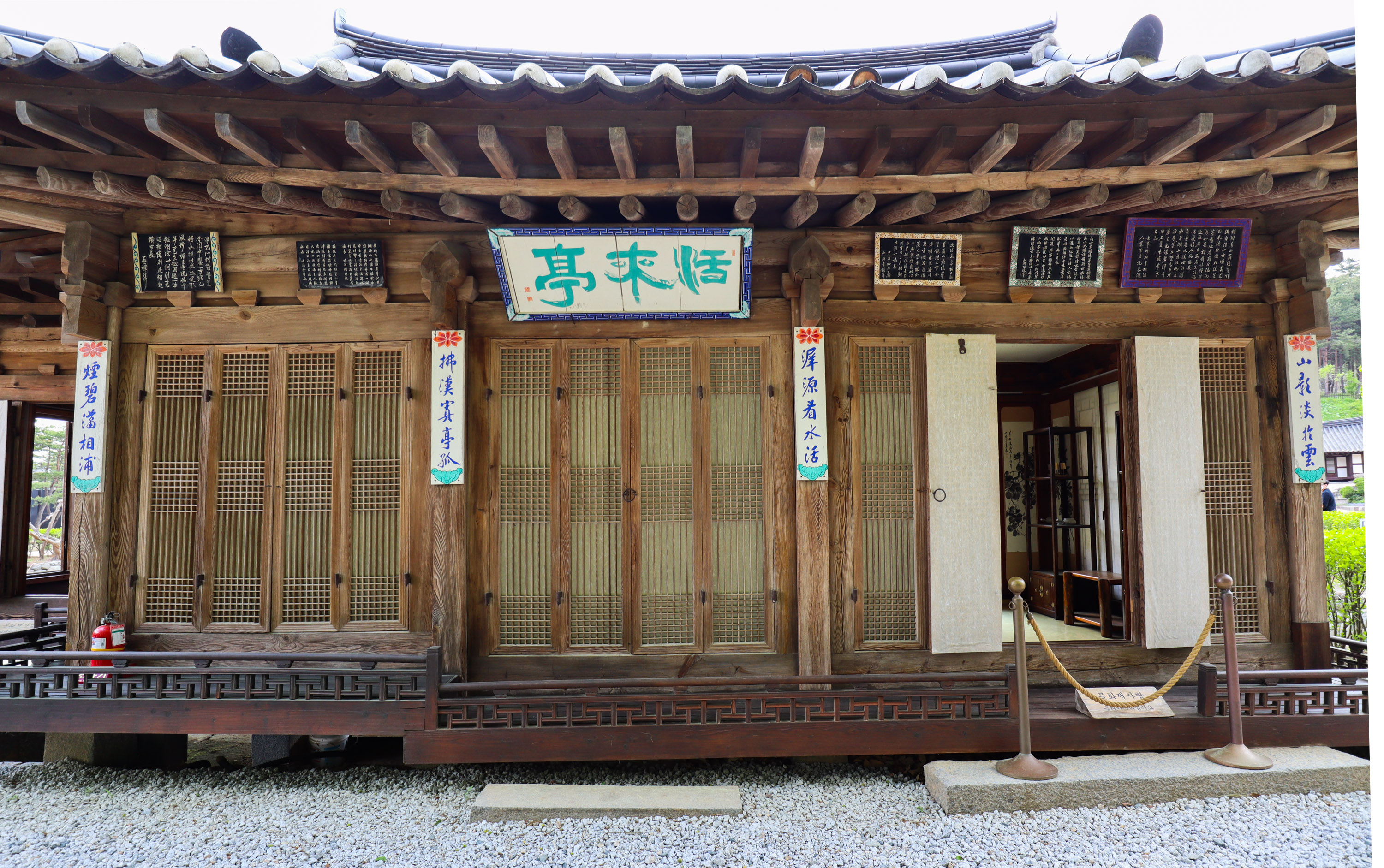
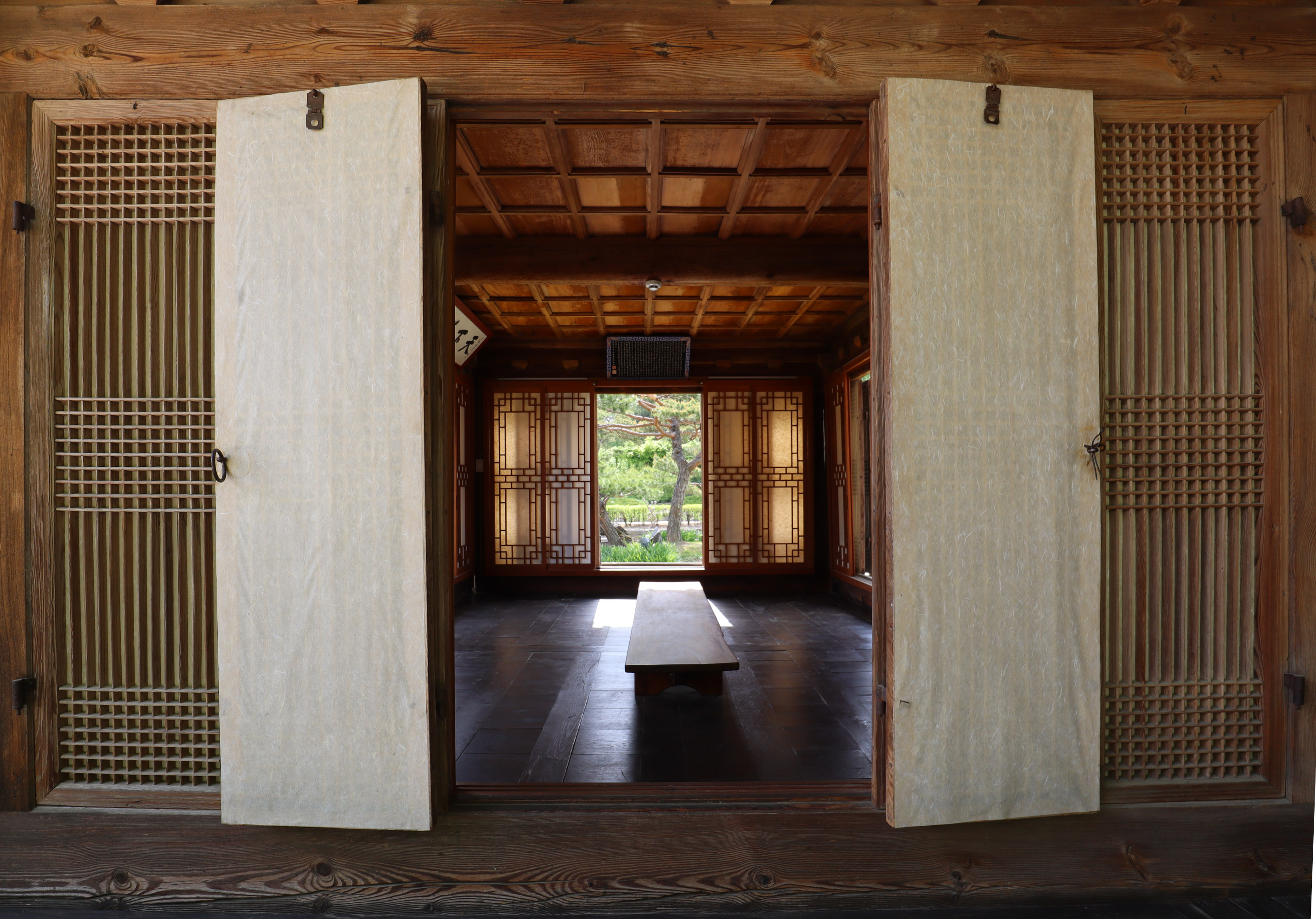
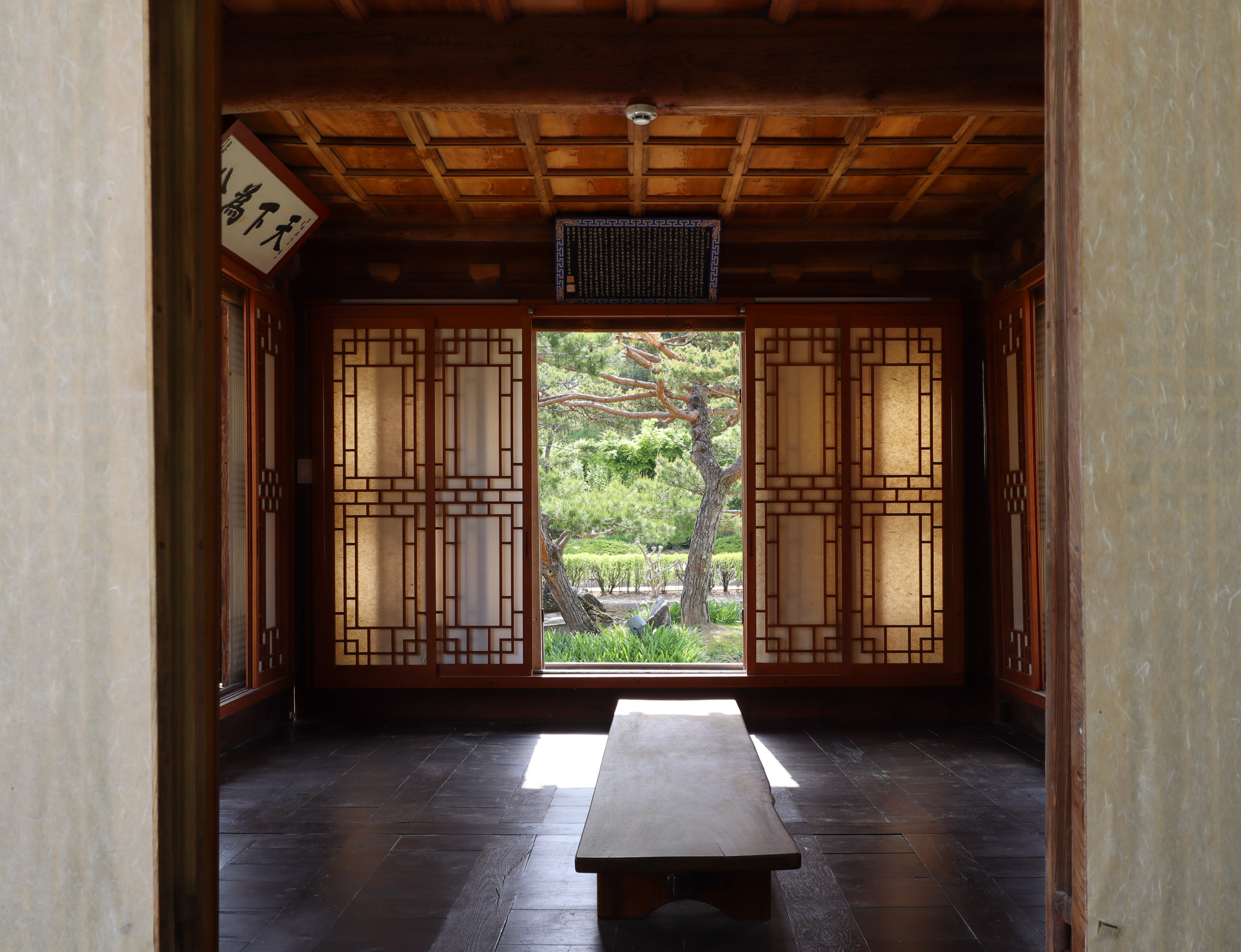
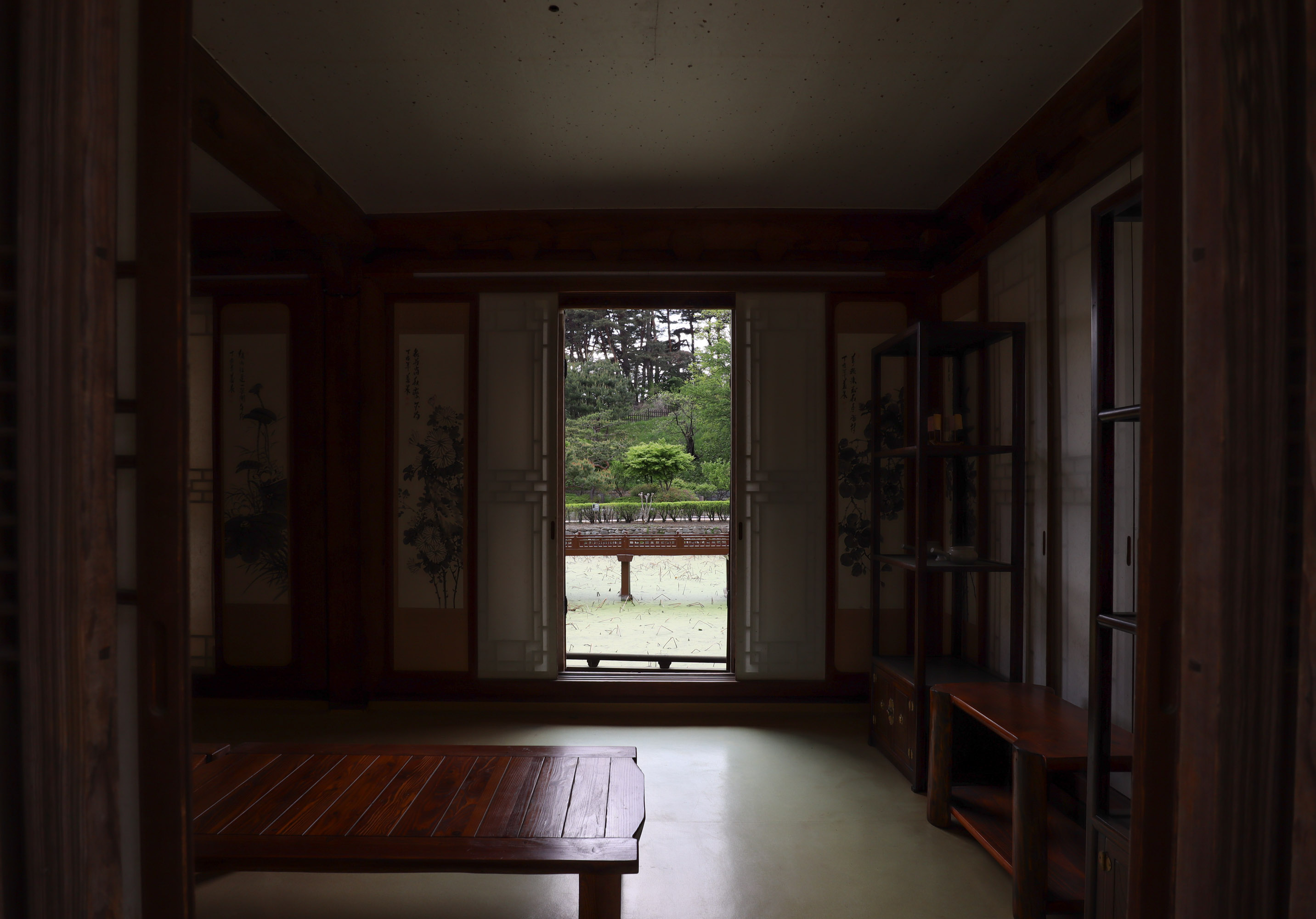
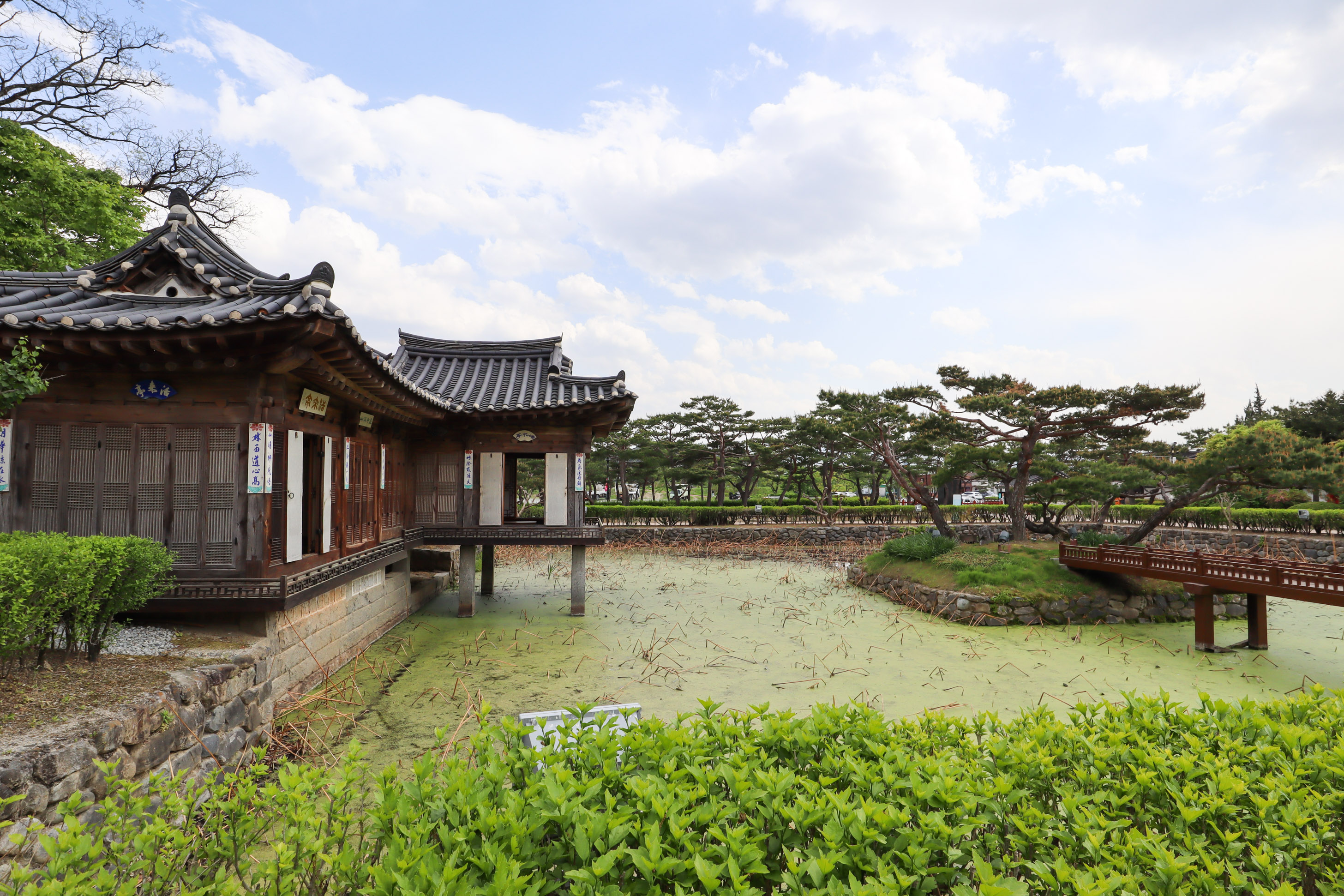

1703년 최초로 지어진 건물이며 선교장 종부(안방마님)의 거처이다. 직계 여인들이 함께 이 곳에서 생활했다.
동별당

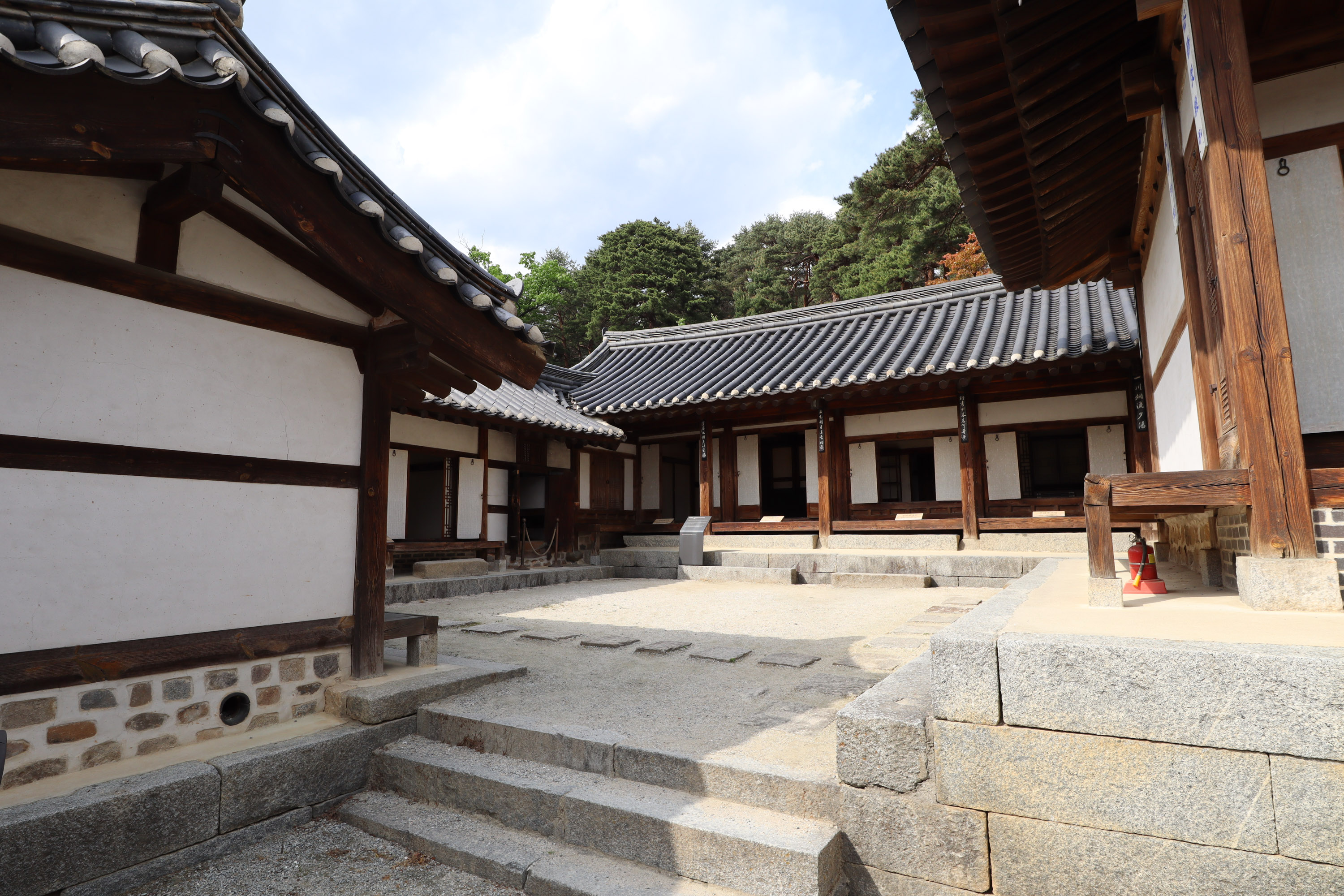
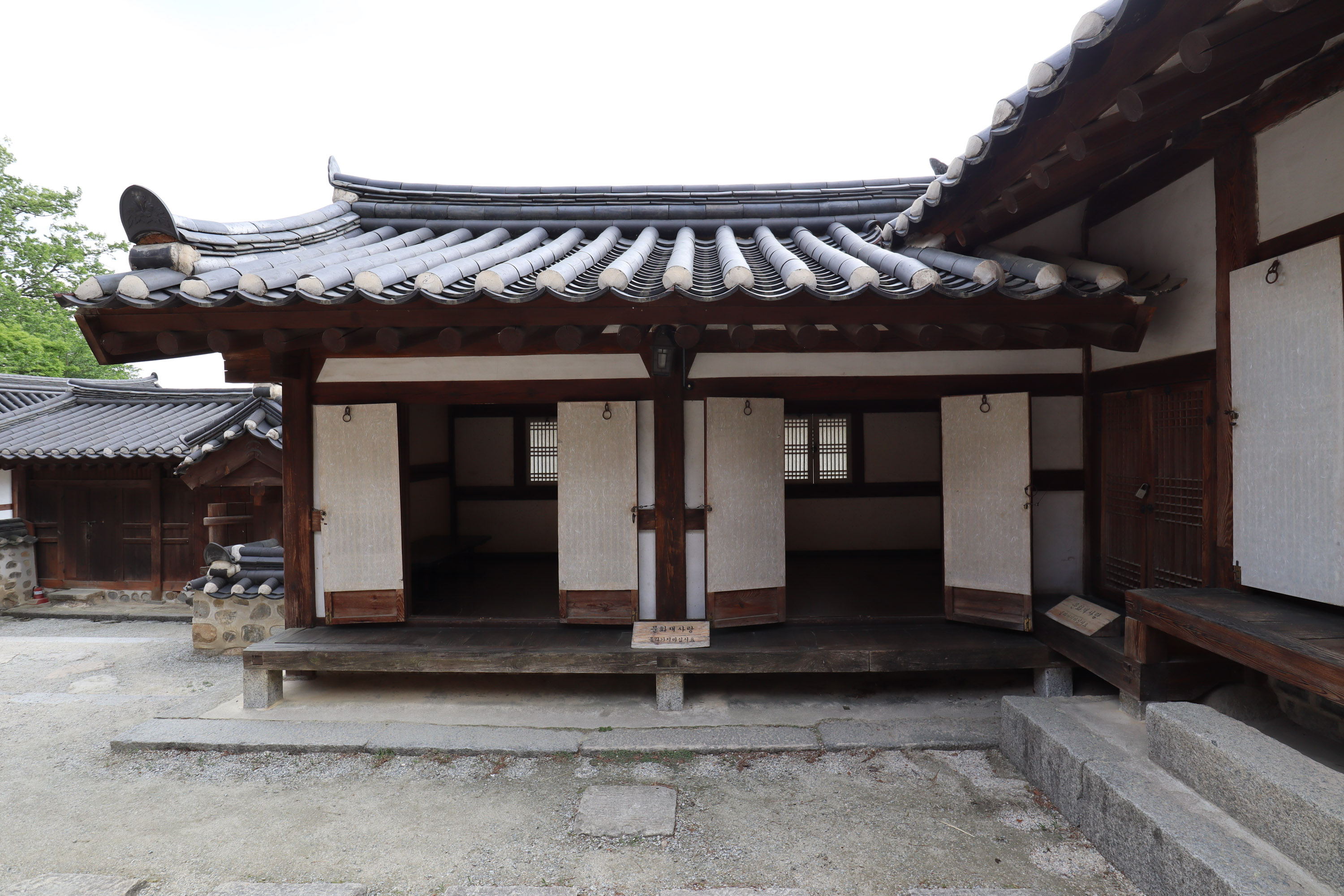
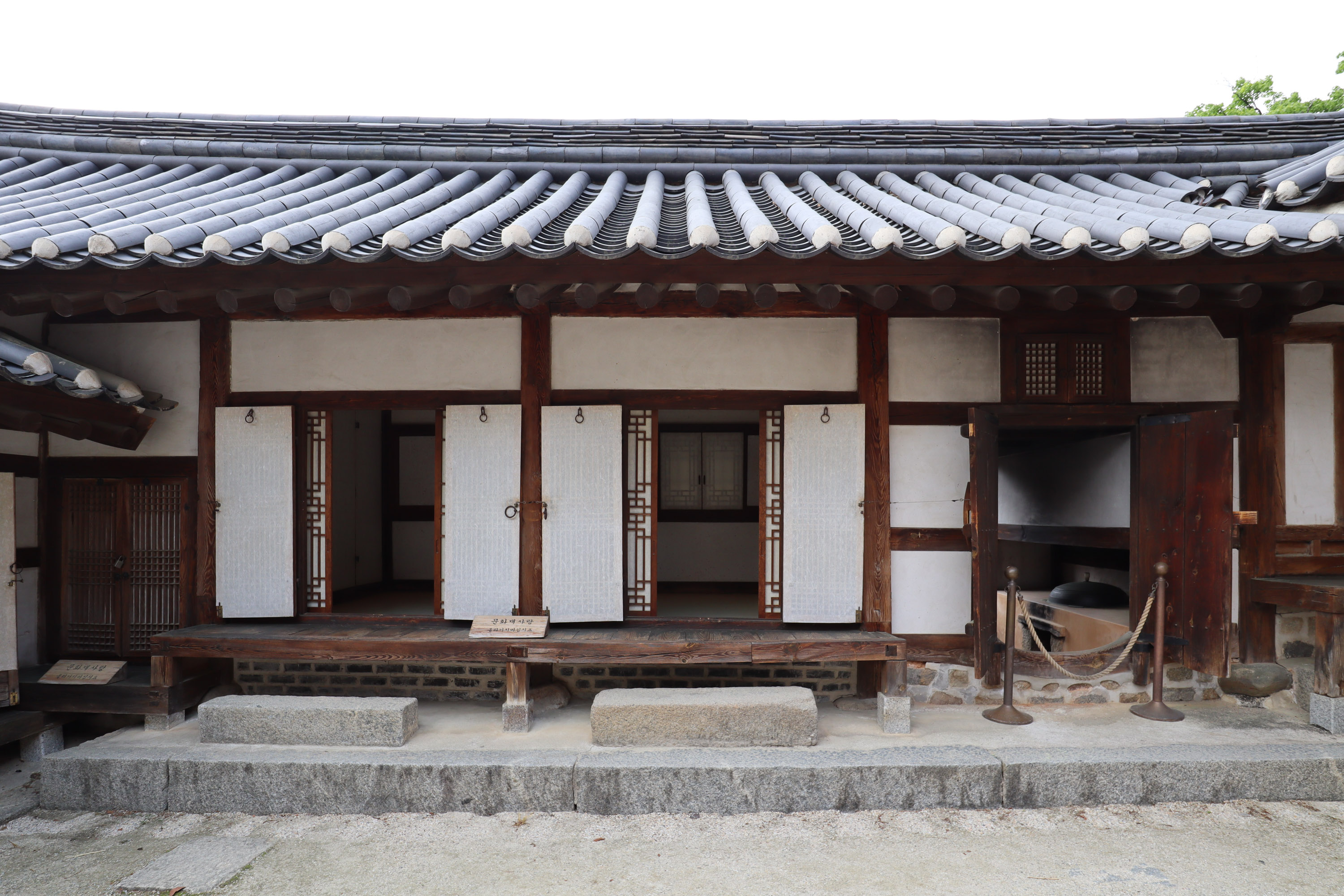
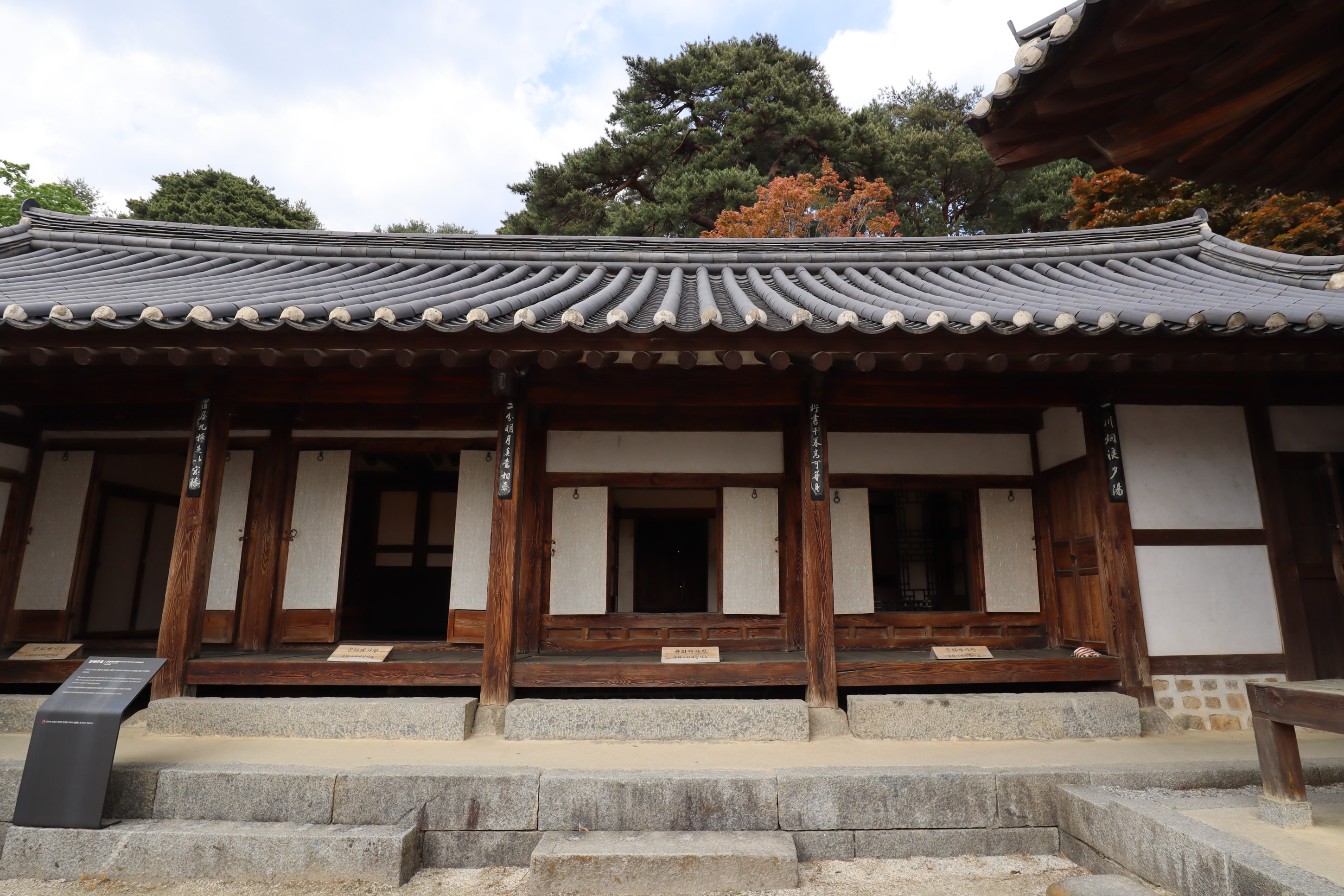
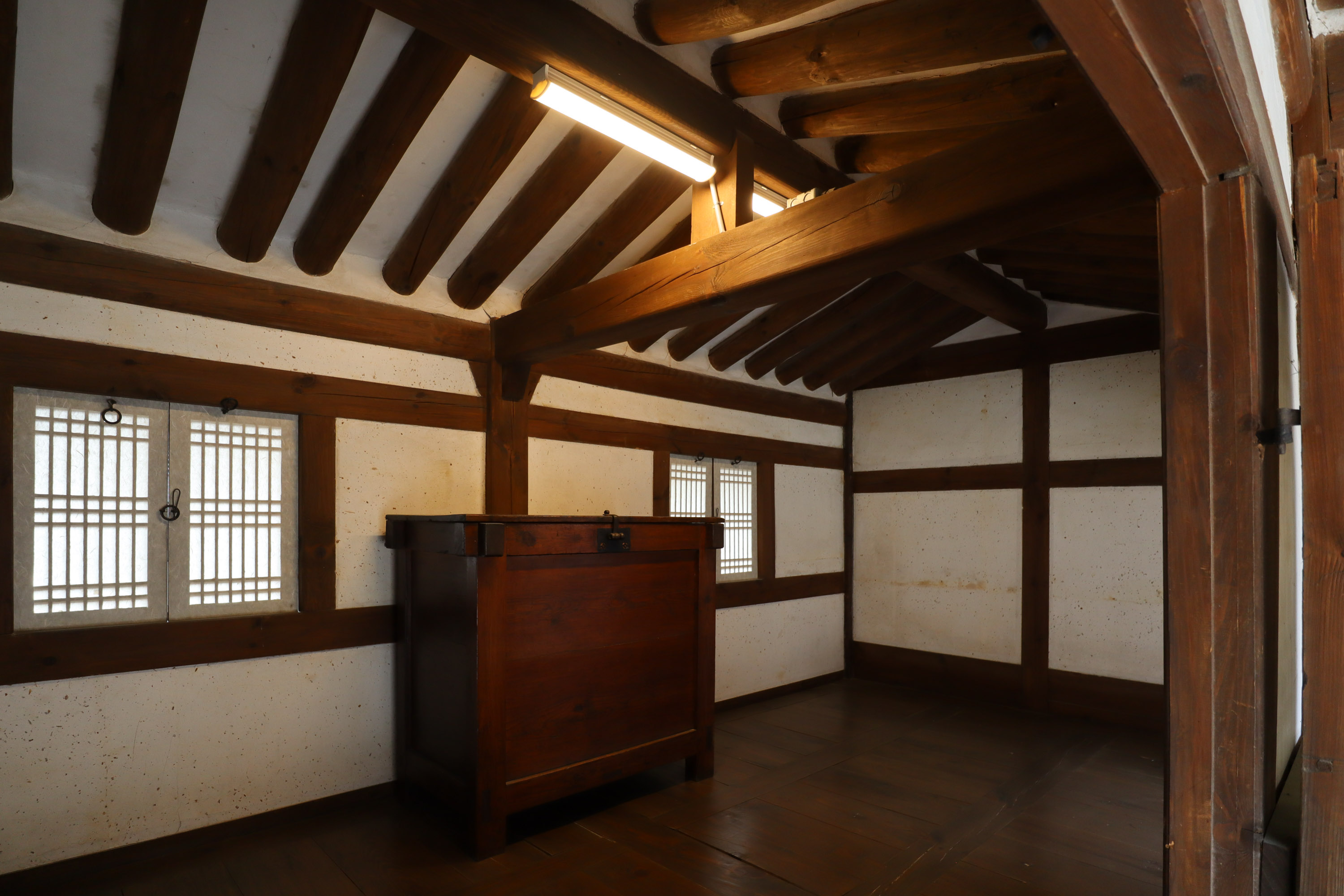
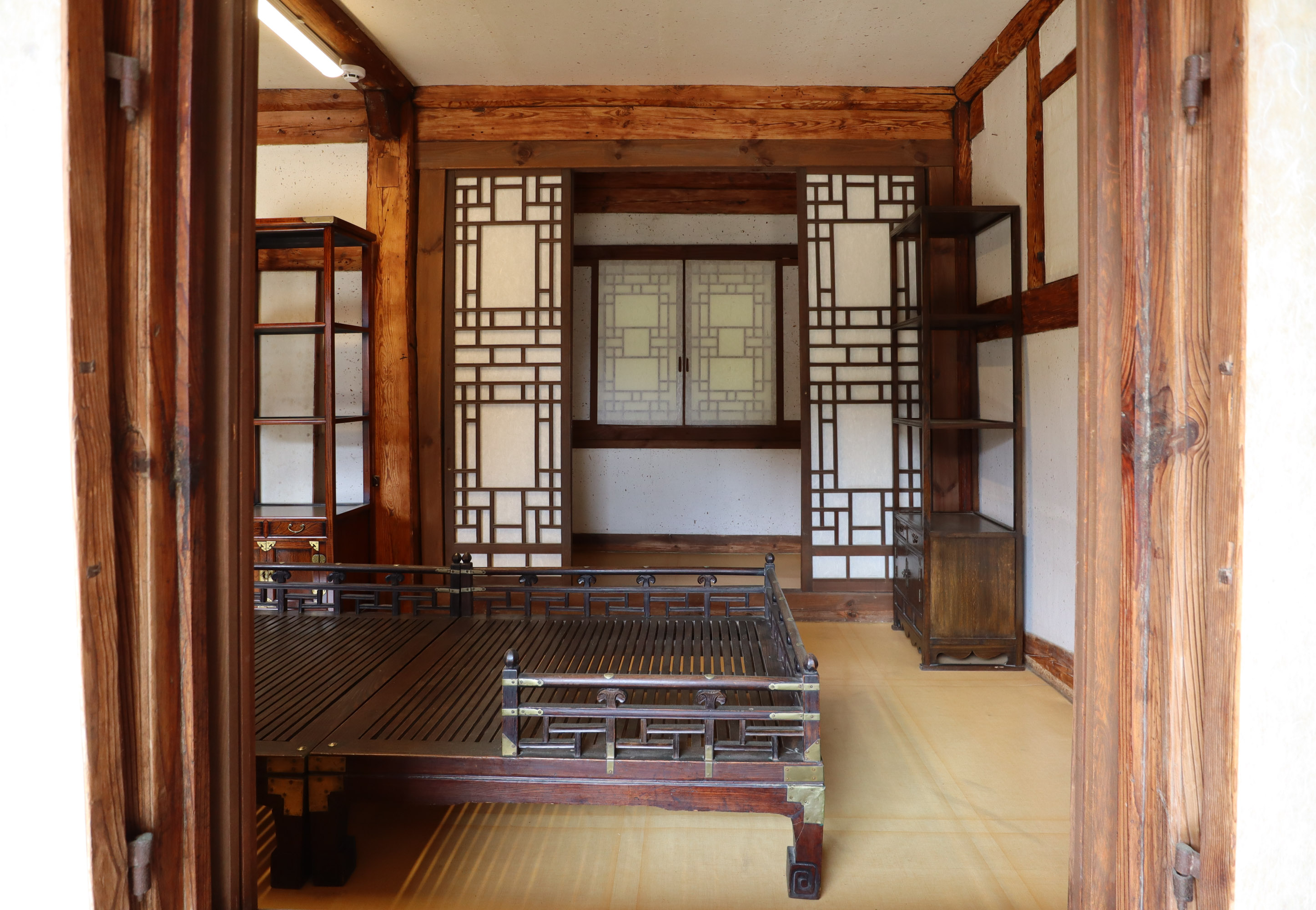
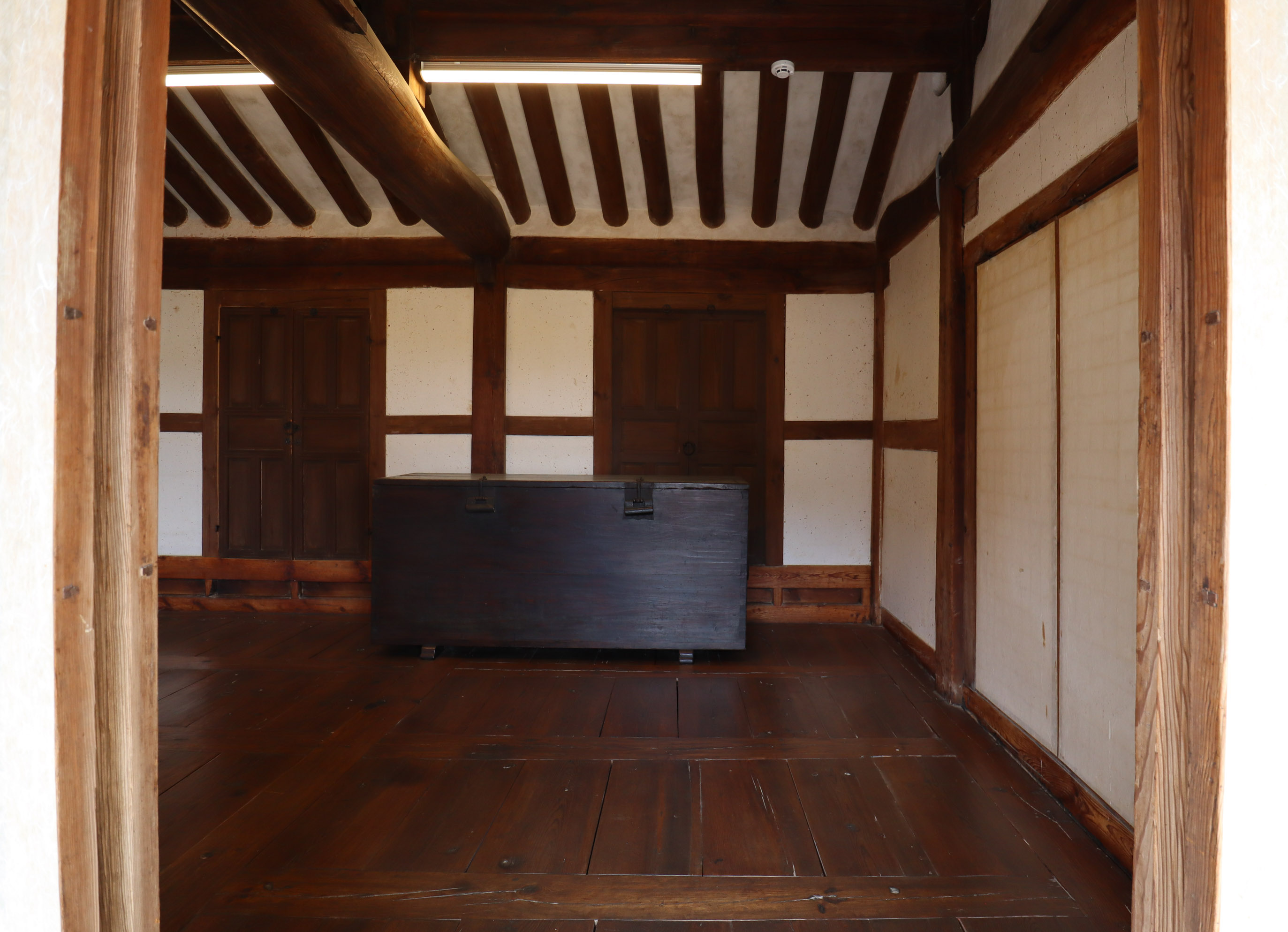

집안의 잔치나 손님 맞이에 주로 사용된 곳으로 현재 선교장 장주의 거처로 사용되고 있다.
서별당

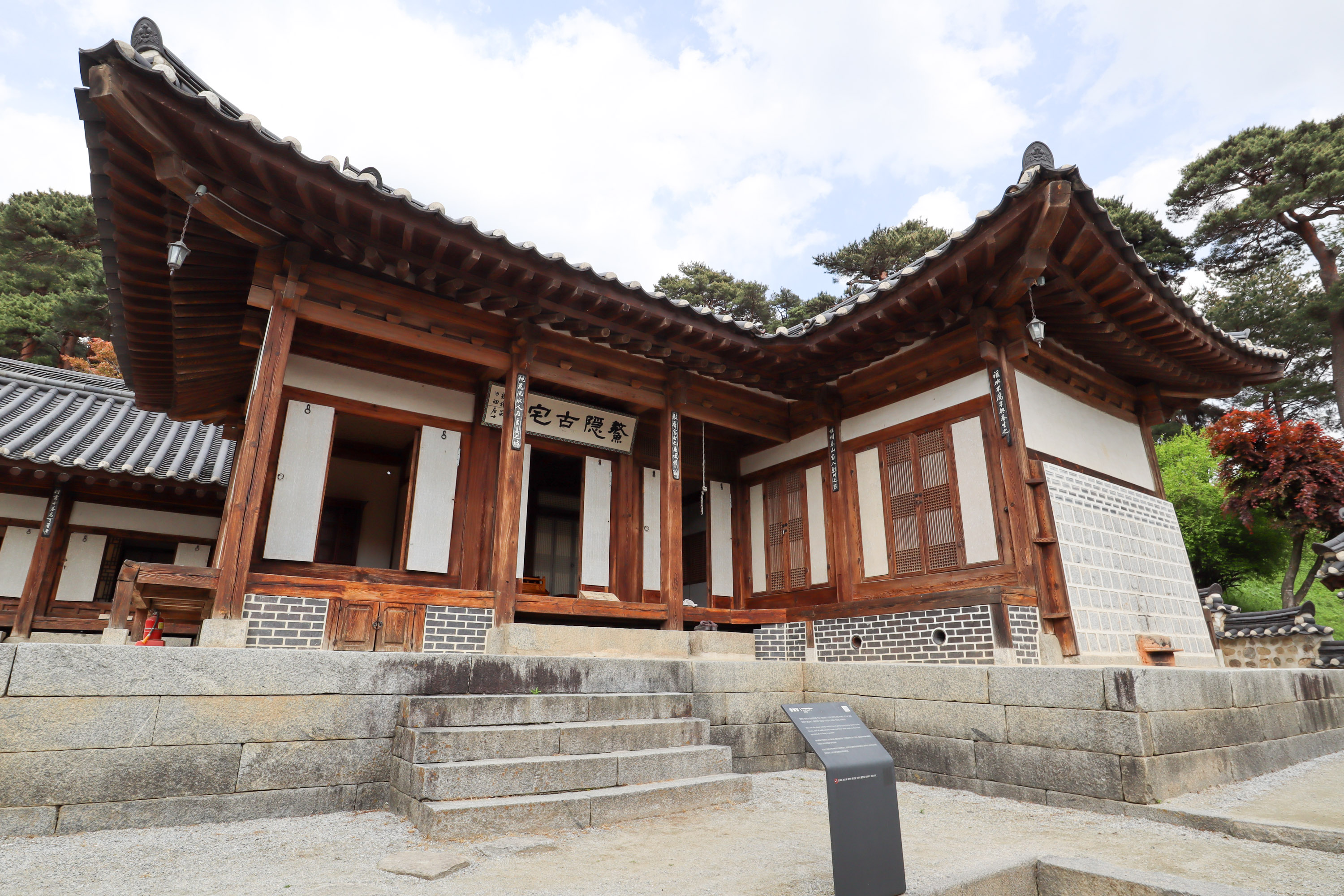
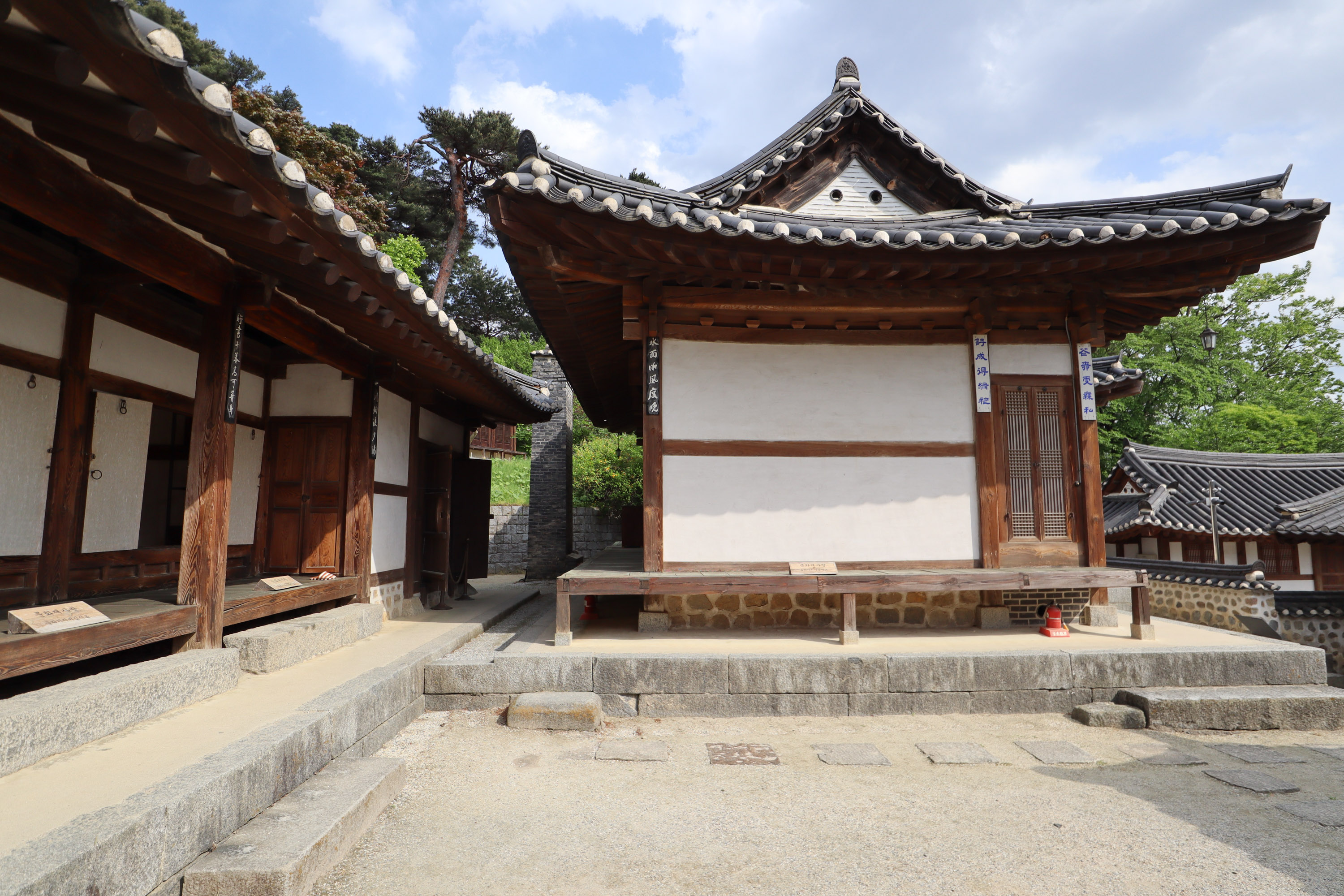
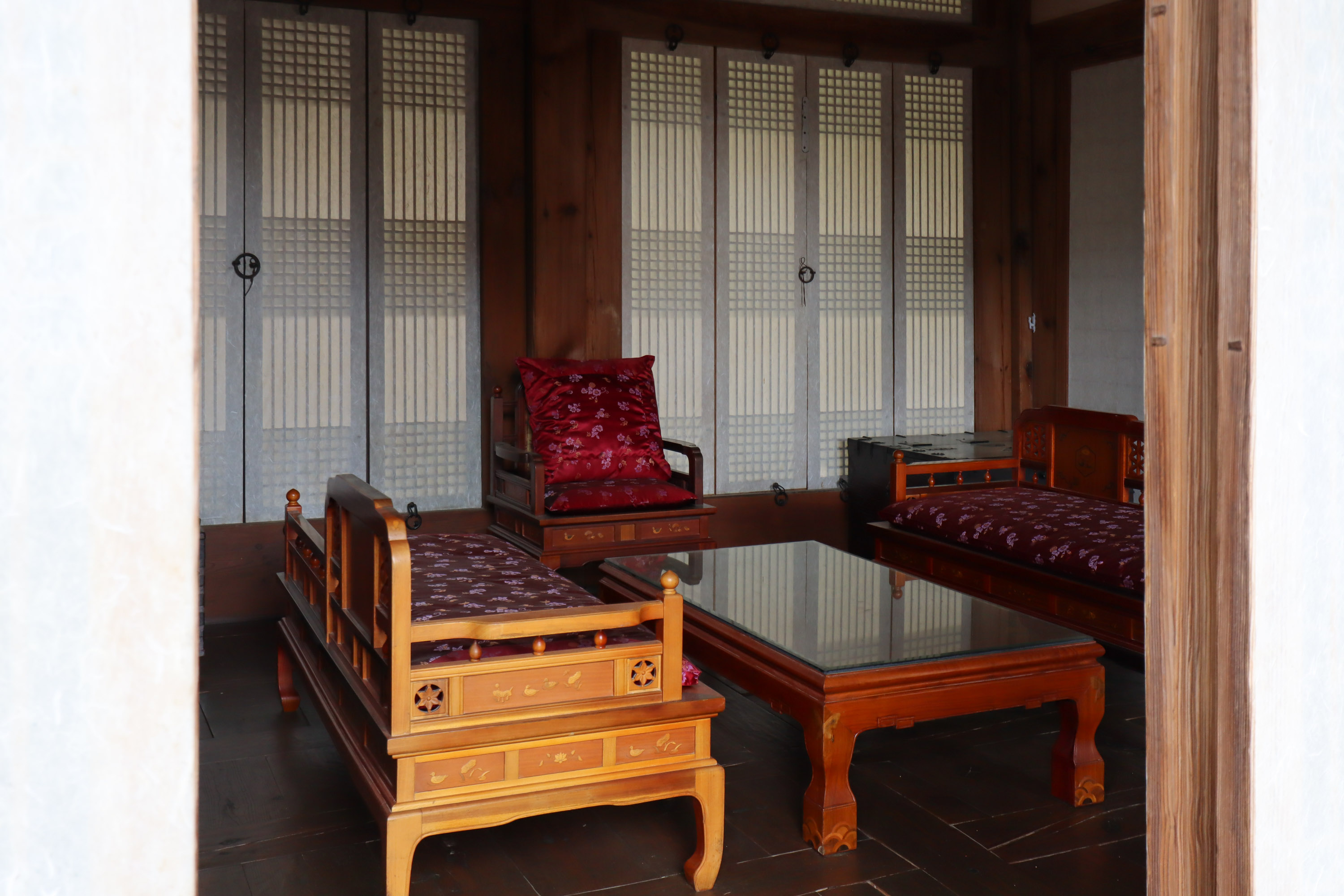

이씨가의 서고 겸 공부방으로 사용되었고 사림을 맏며느리에게 물려준 할머니의 거처로도 사용되었다.
연지당

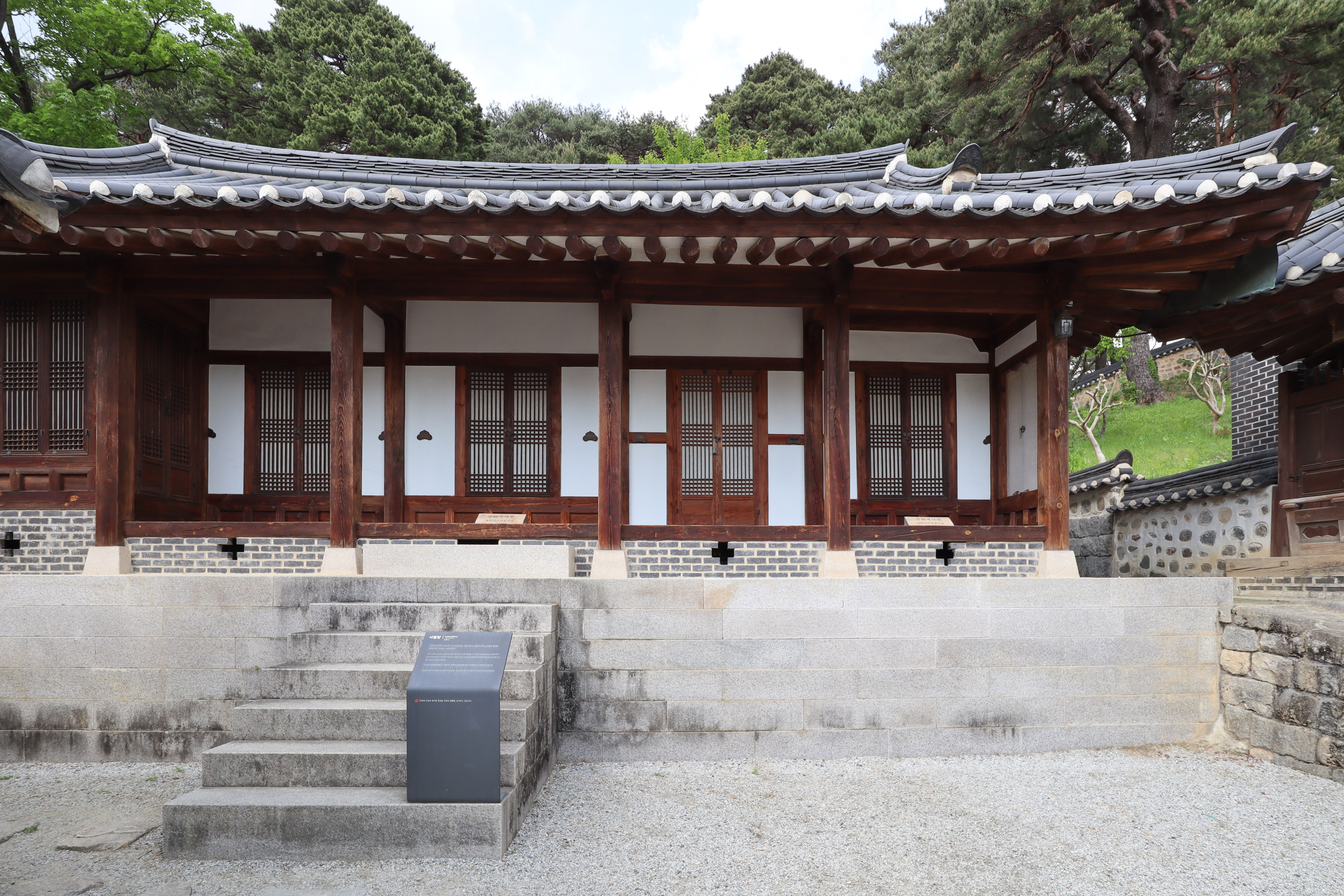

마당은 받재마당이라 하여 안채로 들이는 곡식이나 금전을 받을 때 사용하였고 방은 집안 살림을 돕던 여인들의 거처로 사용되었다.
사당

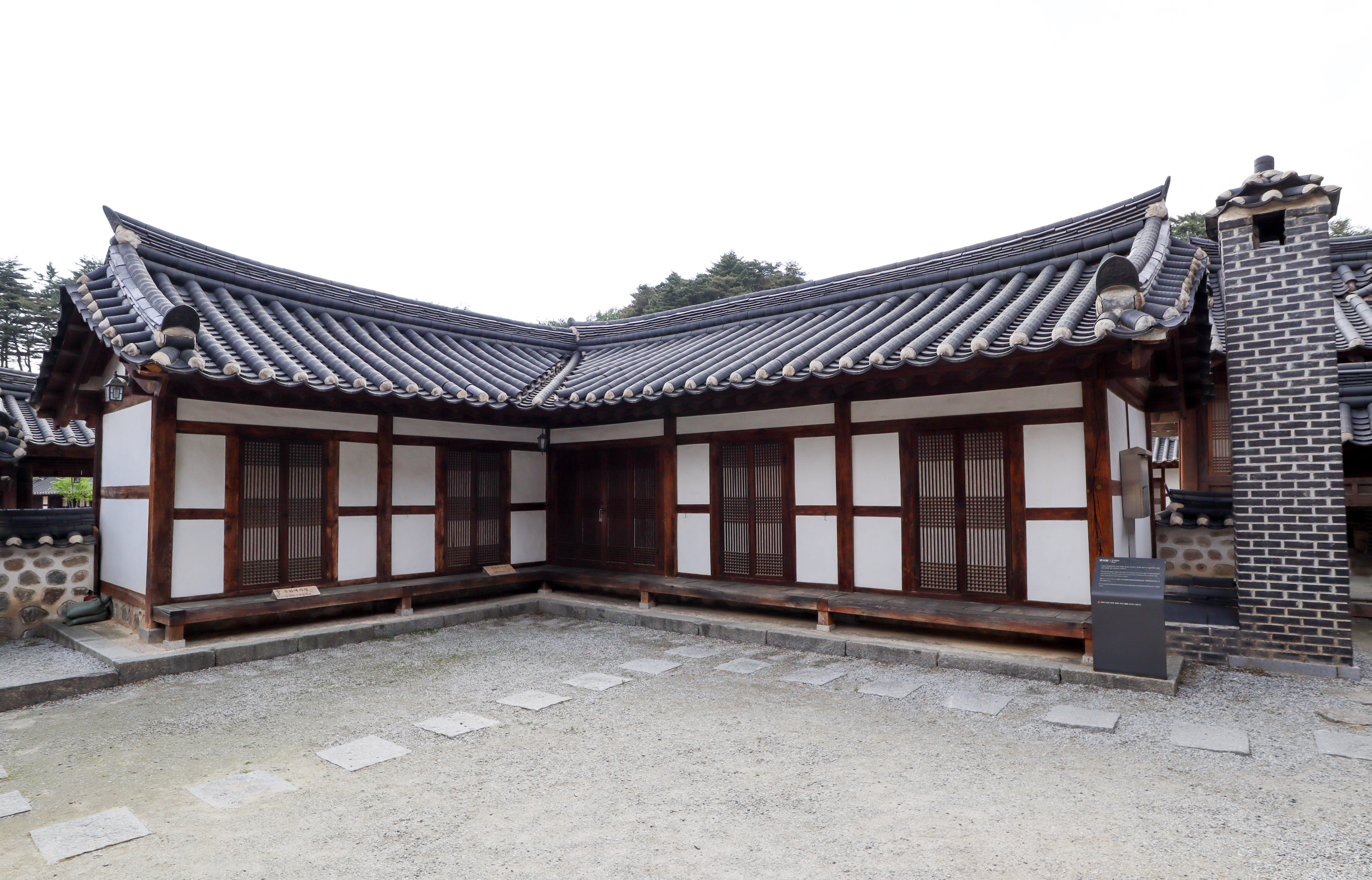

선교장 집안의 신위를 모신 곳으로 이곳은 외부의 관람이 통제된 곳이다.
외별당
집안의 장자 또는 분가한 자녀들이 살던 곳으로 현재는 선교장의 후손이 기거하여 관람객에게는 출입이 제한되는 곳이다.
열화당

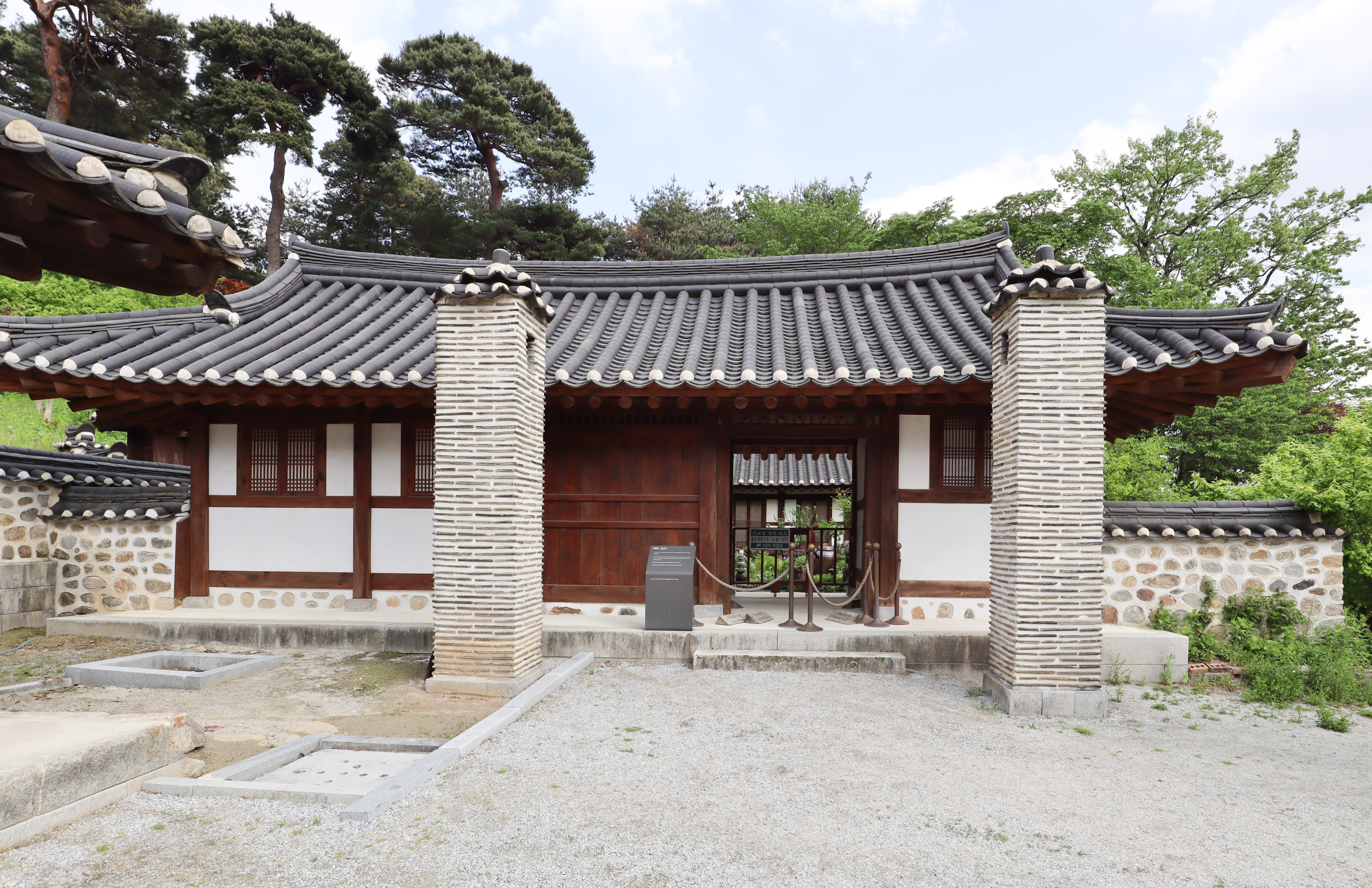
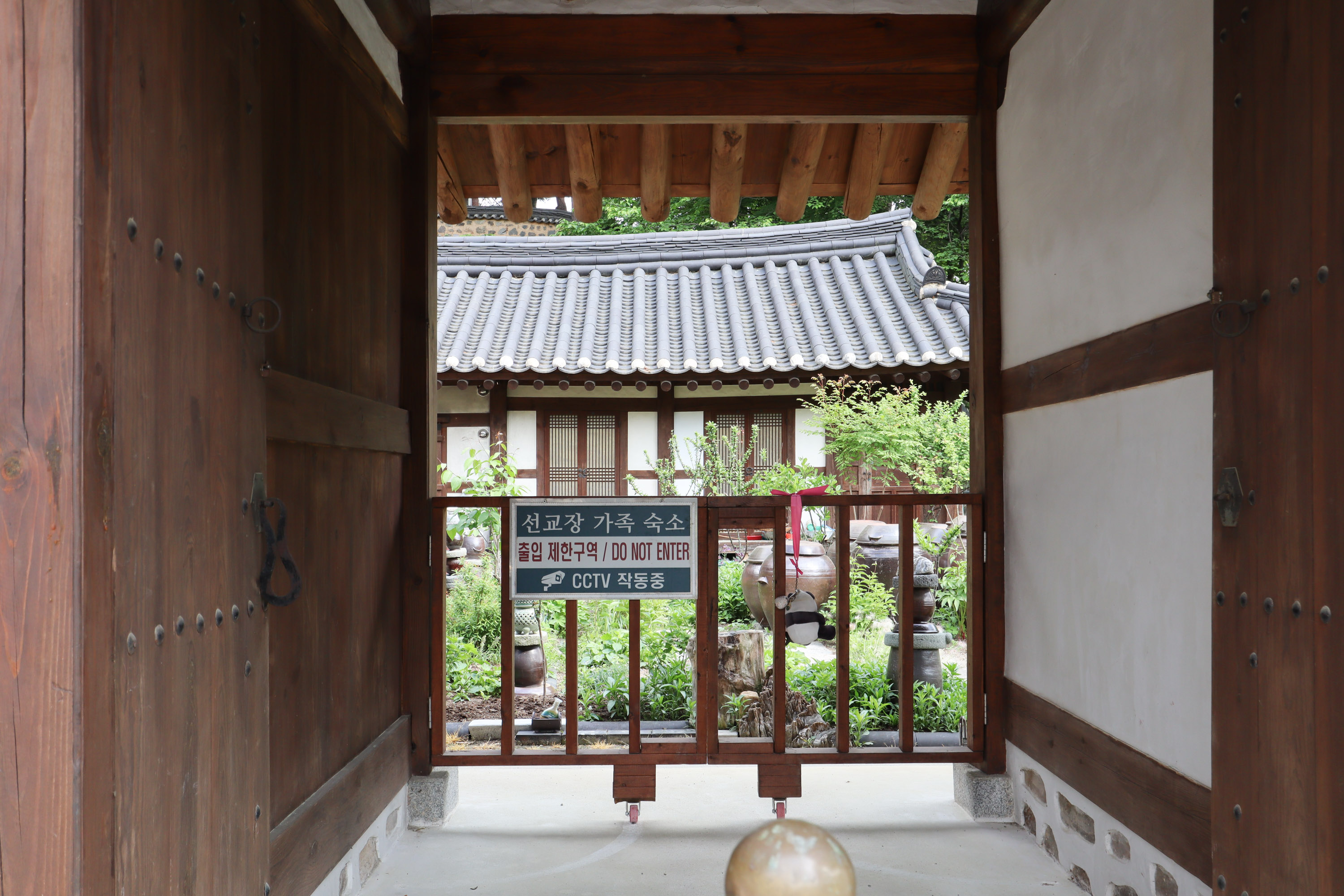

친인척들이 이곳에서 정담을 나누며 기쁘게 살자는 의미의 이름의 열화당은 1815년에 지어졌으며 선교장 주인 남자의 거처로 큰 사랑채가 된다. 현재는 오르간을 설치하여 선교장 문화 예술의 중심으로 사용하고 있다.
행랑채

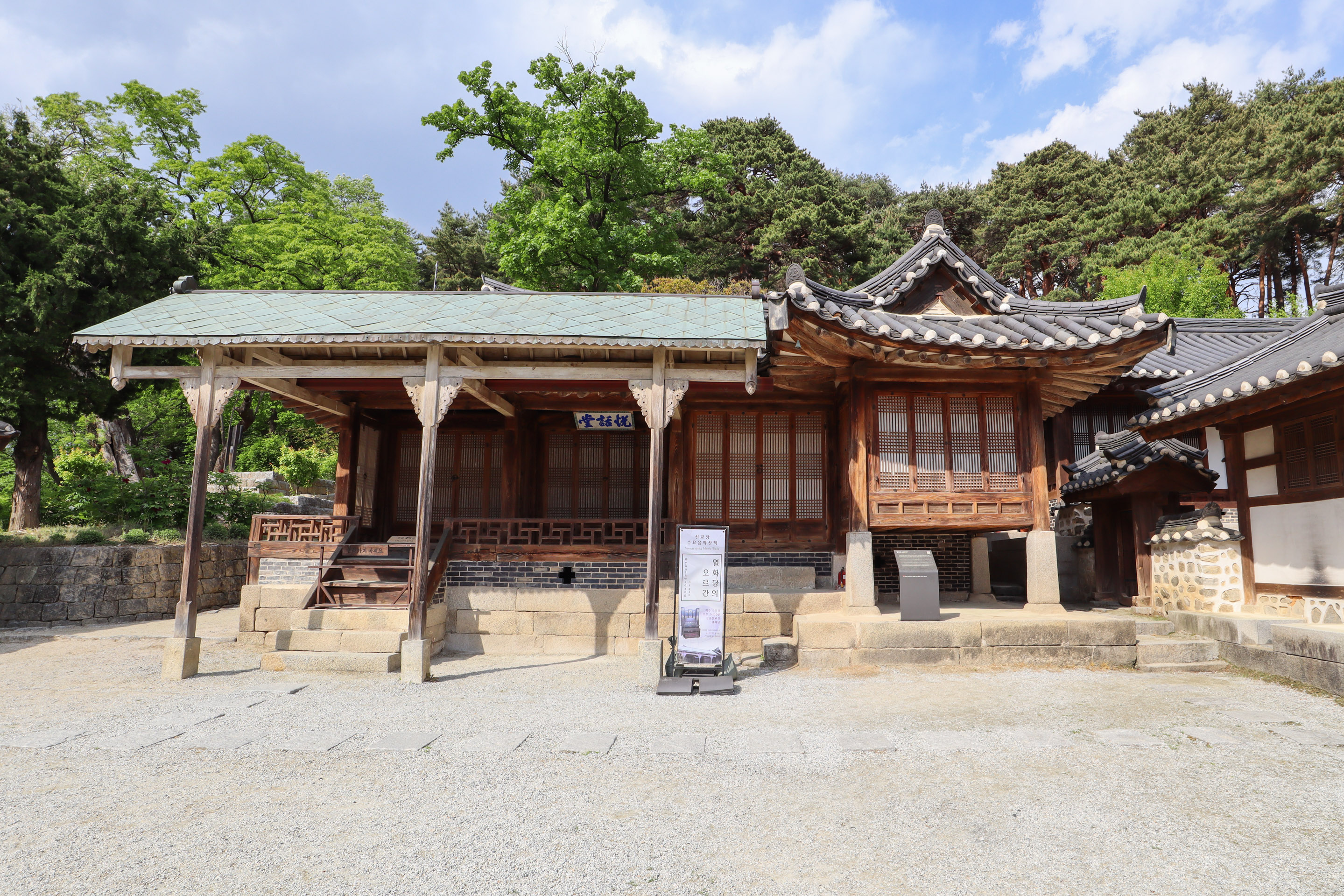
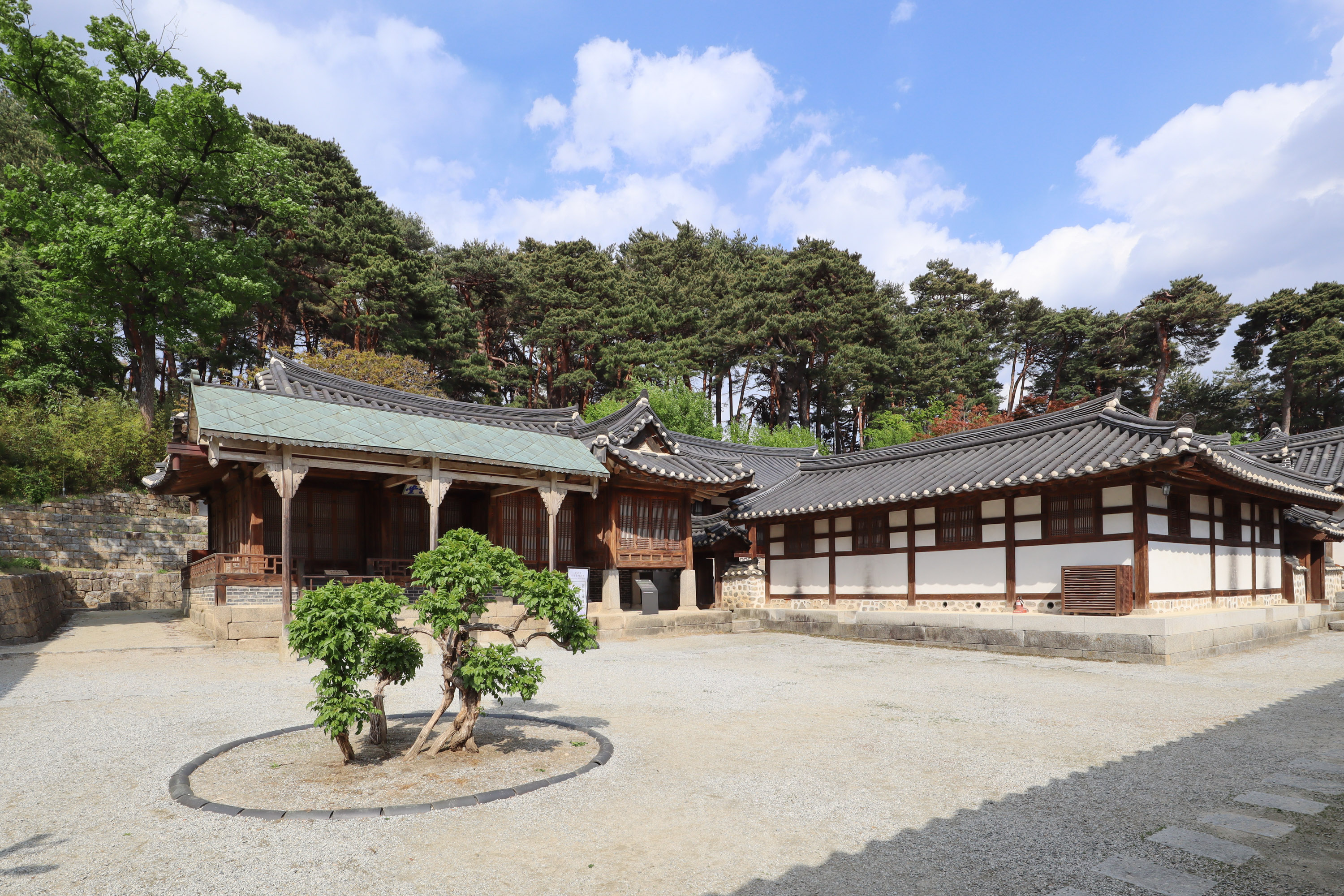

관동팔경과 경포대를 유랑하는 선비들의 숙소로 사용되었다
초정

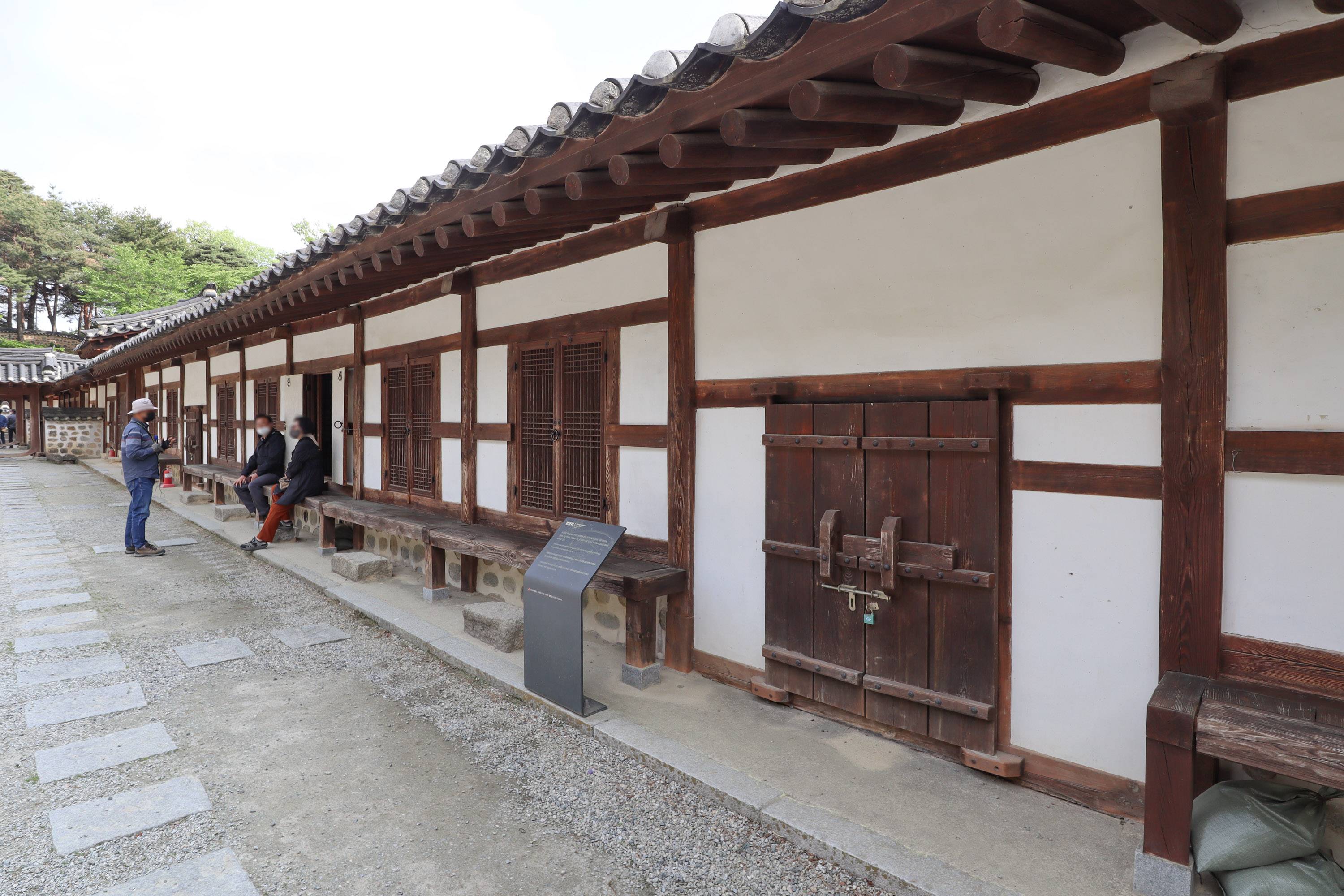

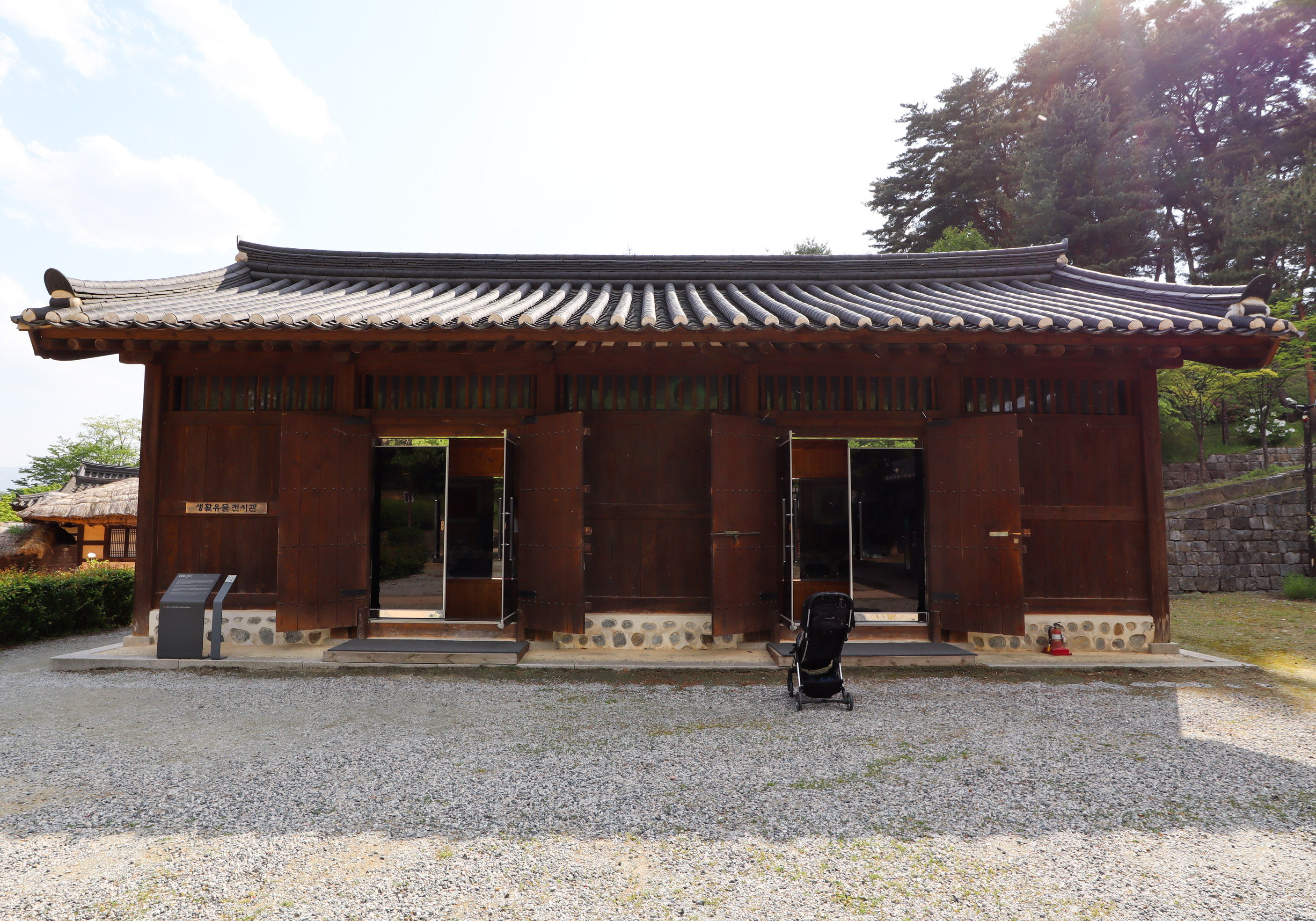

열화당 후원의 초가정자로 2개의 건물(1관, 2관)로 구성되어 있으며 선교장의 선조들이 자연 속 초가에서 살며 소작인의 애환을 공유하고 상생의 도를 닦던 곳이다.
생활유물전시관

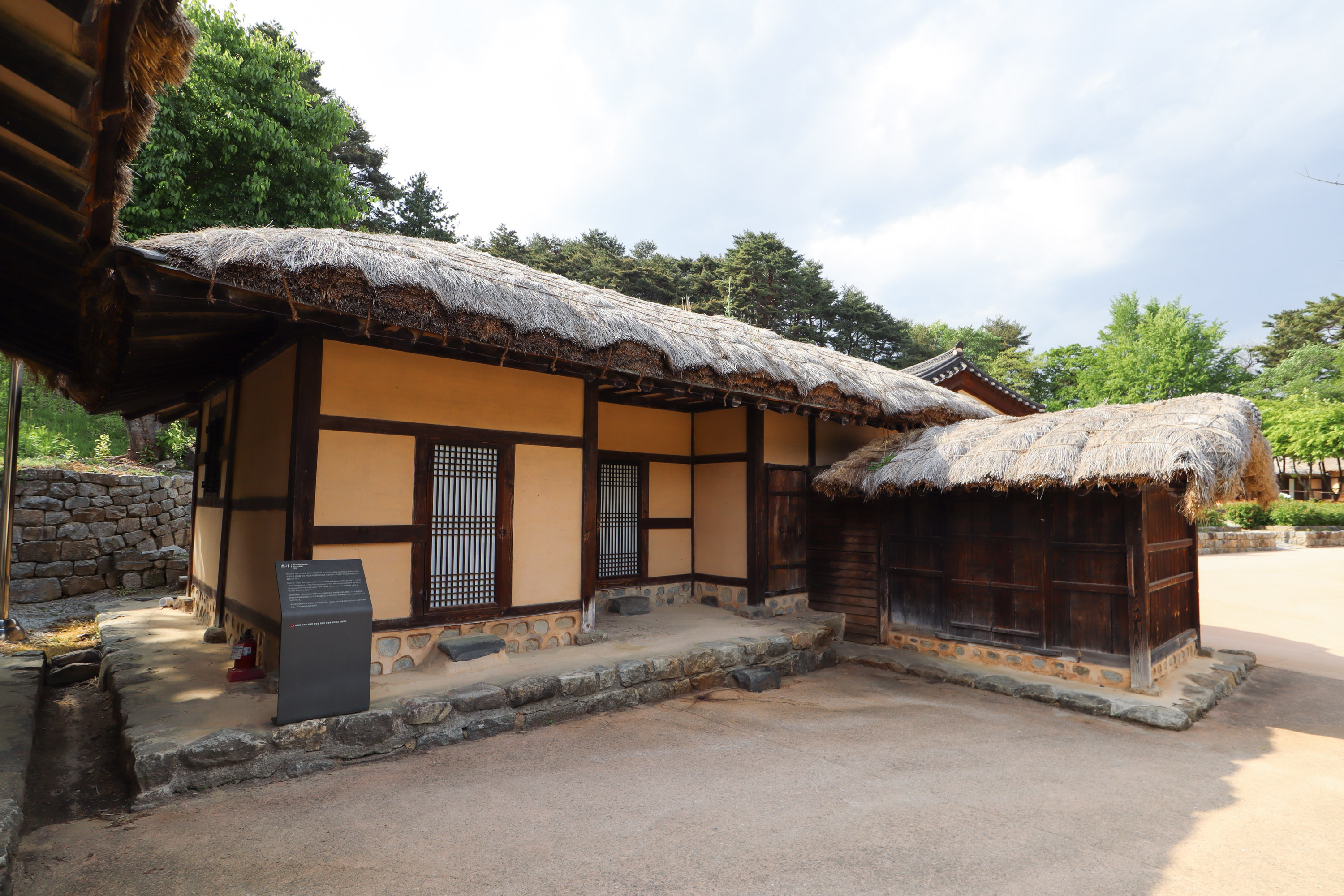

이 곳은 만석꾼 선교장의 곡식 창고였으나 현재는 선교장의 생활유물 전시관으로 사용되고 있다.
홍예헌
2개의 건물(1관, 2관)로 구성되어 있으며 선교장의 찾아온 시인 묵객들 또는 분가 이전의 선교장 가족들의 거처였던 곳이다.
동진학교 터

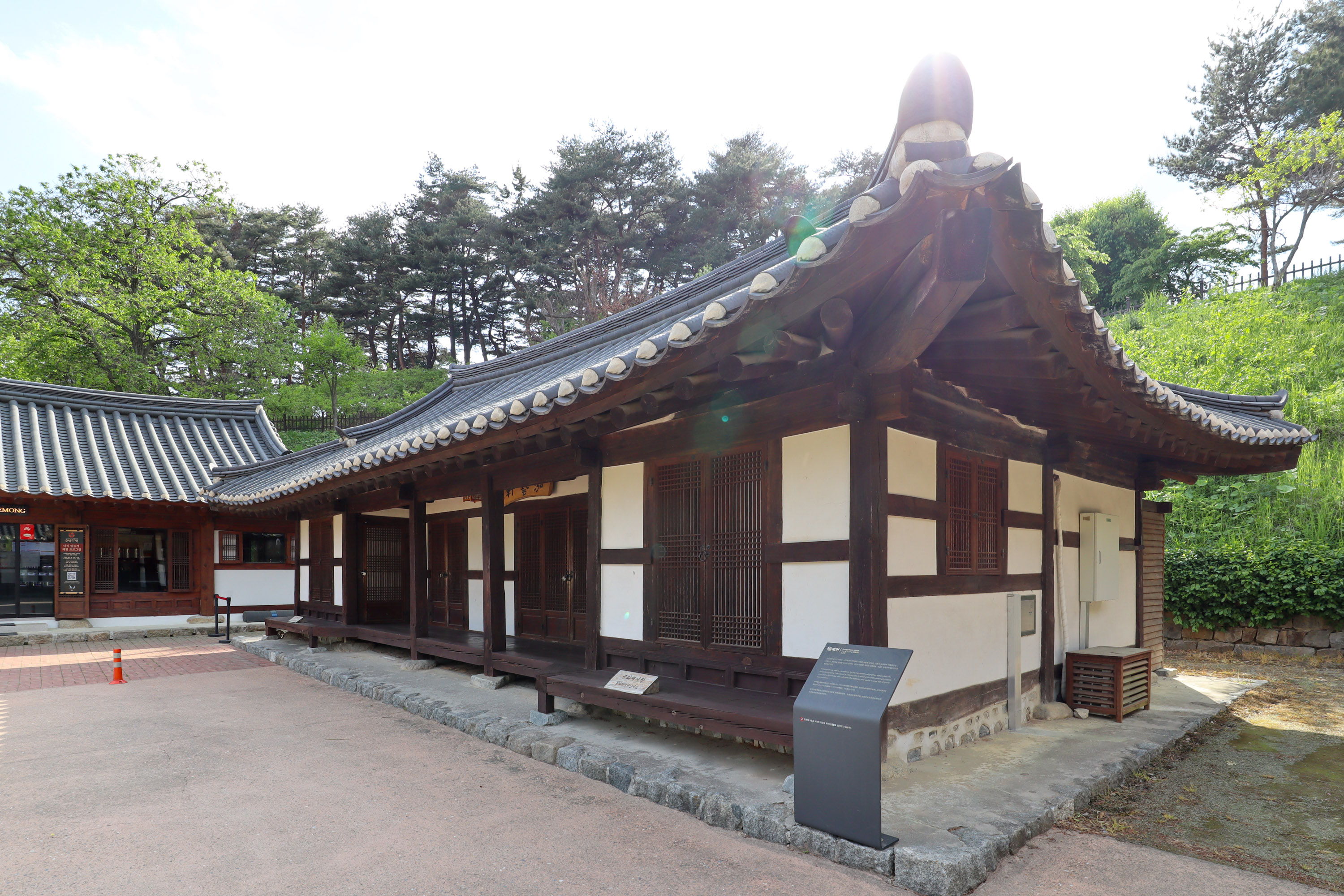
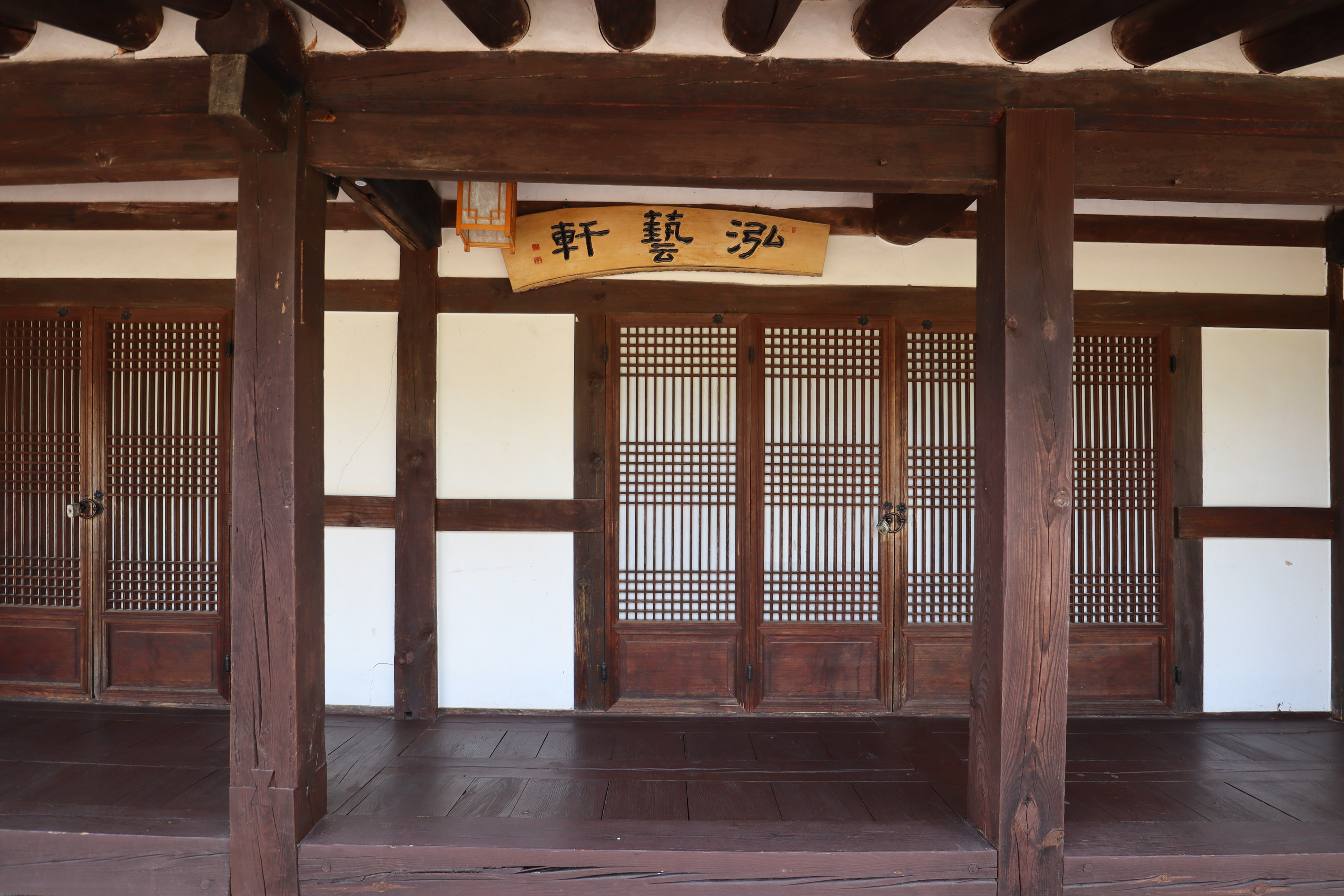

이곳은 본래 창고로 사용되고 있었으나 1908년 개조하여 신학문을 가르치는 동진학교로 설립, 운영되었다. 당시 김구, 이시형이 학교 설립을 돕고 여운형이 영어 교사로 재직하기도 했다. 이후 일제에 의해 폐교되어 현재는 선교장의 사무실로 사용하고 있다.
자미재

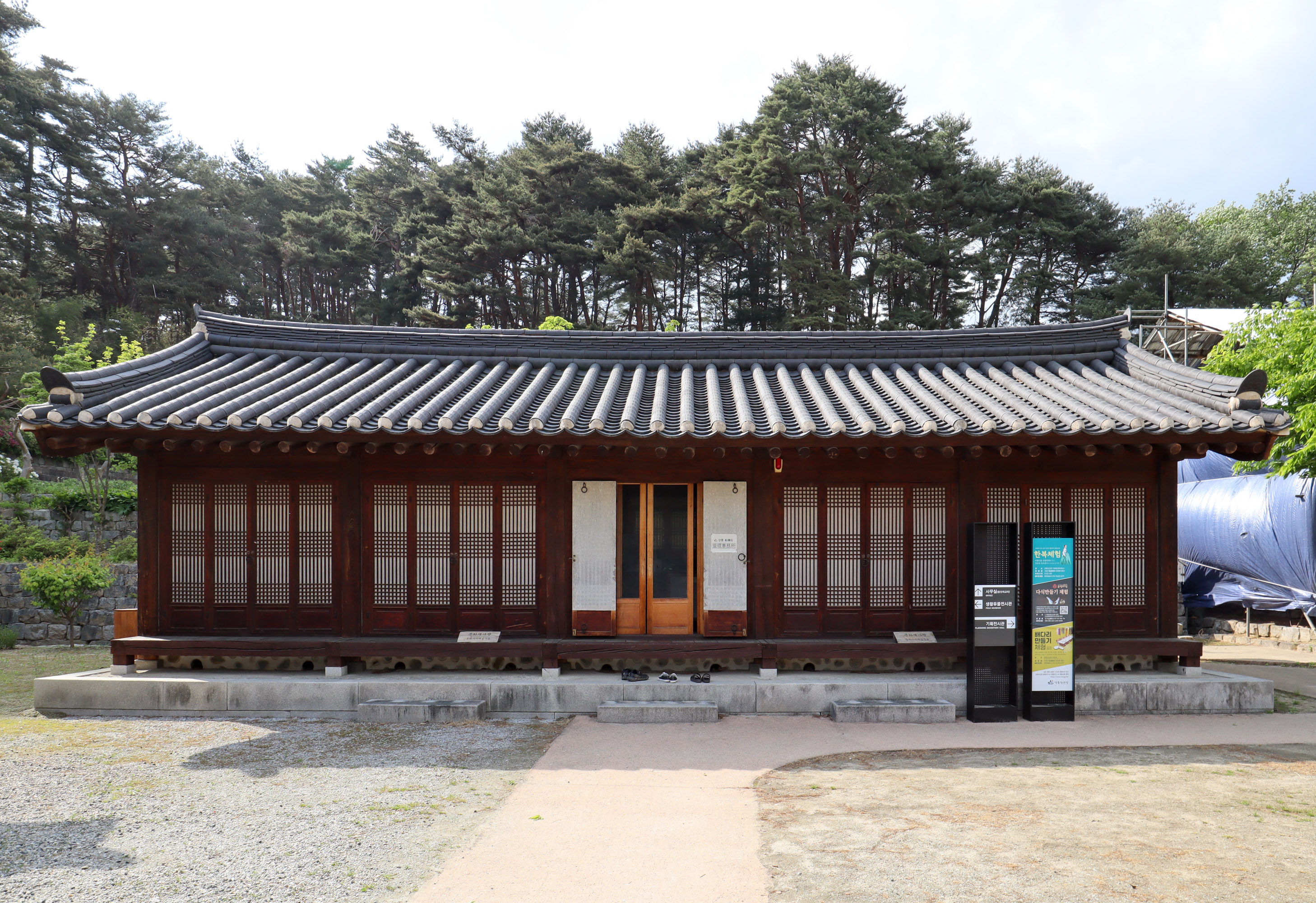

선교장의 종부가 가승 전통음식을 가르치던 곳이며 현재는 한옥 스테이 준비로 사용되어 관람이 통제되고 있다.
야외공연장

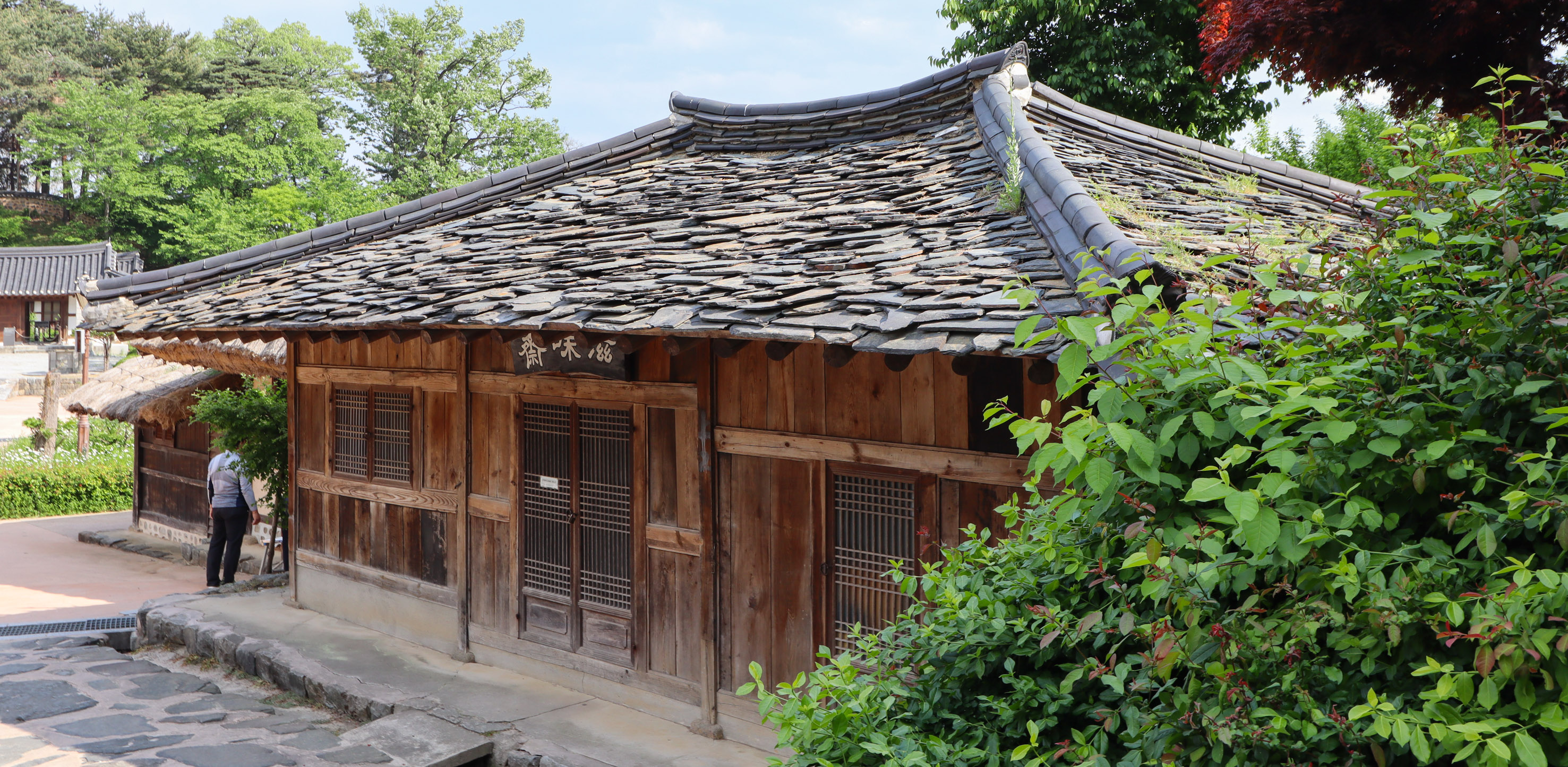

약 500석의 공연장으로 공연이나 강연 등의 용도로 사용되고 있다.
선교장박물관 (문물관)

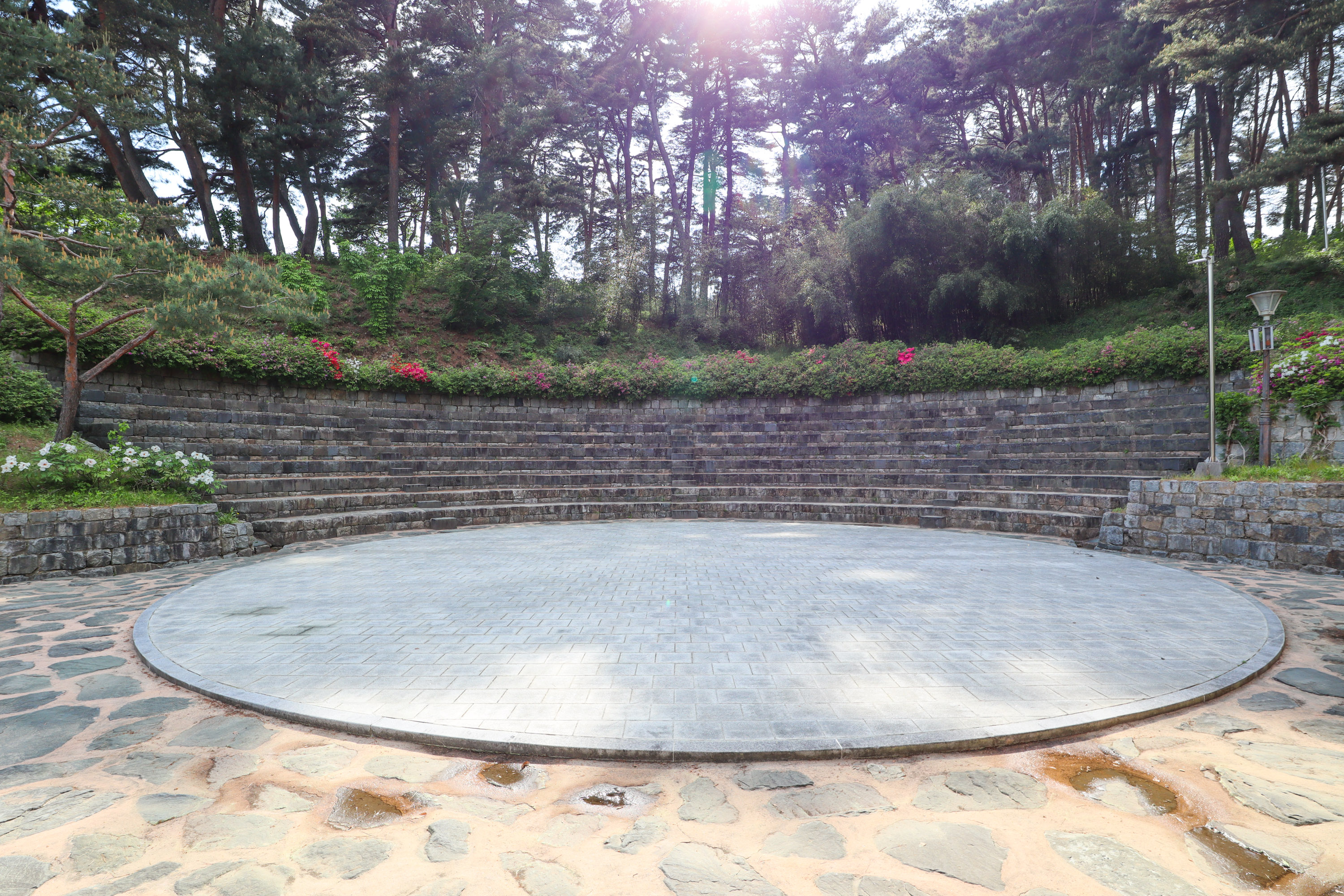

300년 역사 선교장 집안의 유물들을 전시하고 있다.
한국전통문화체험관

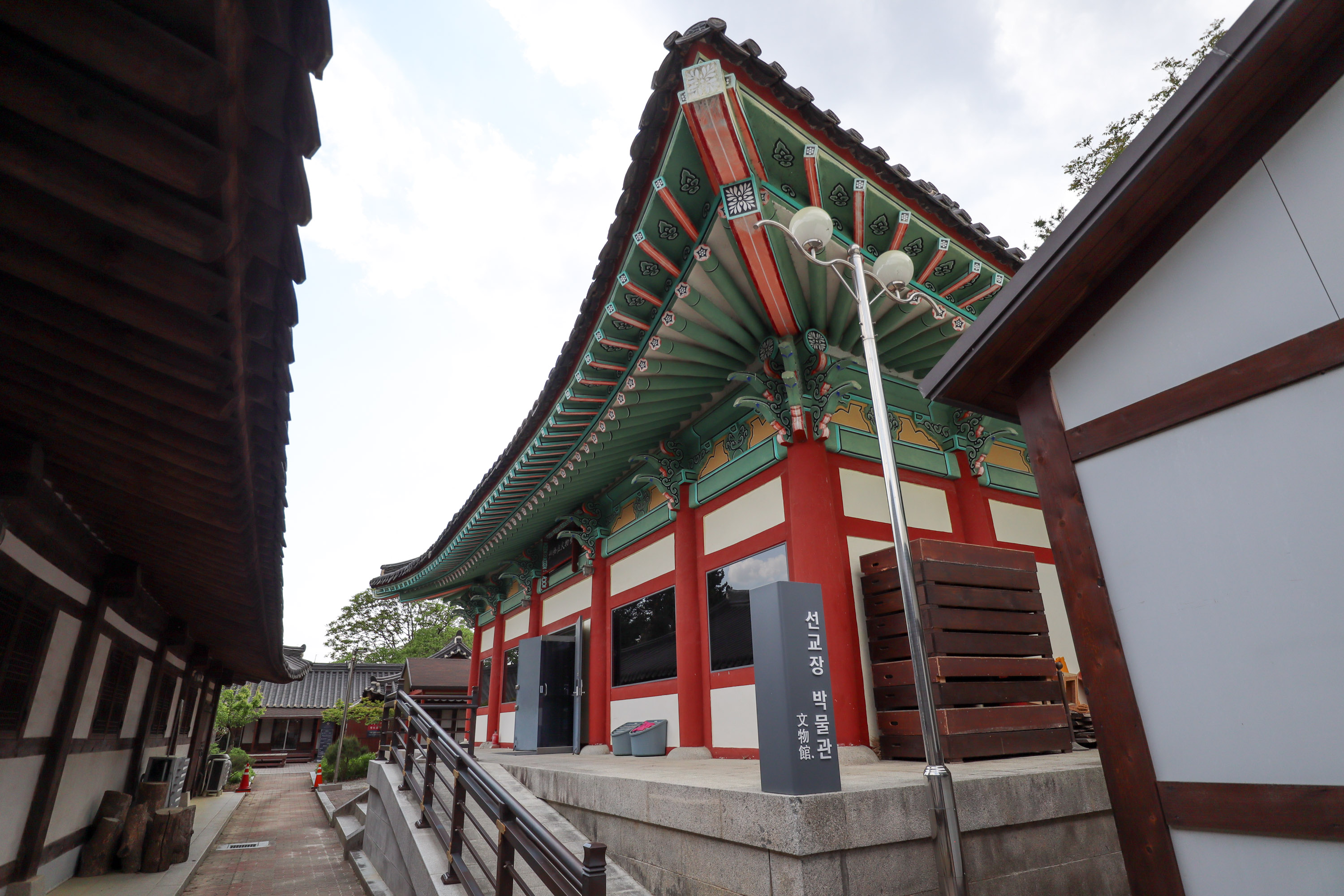
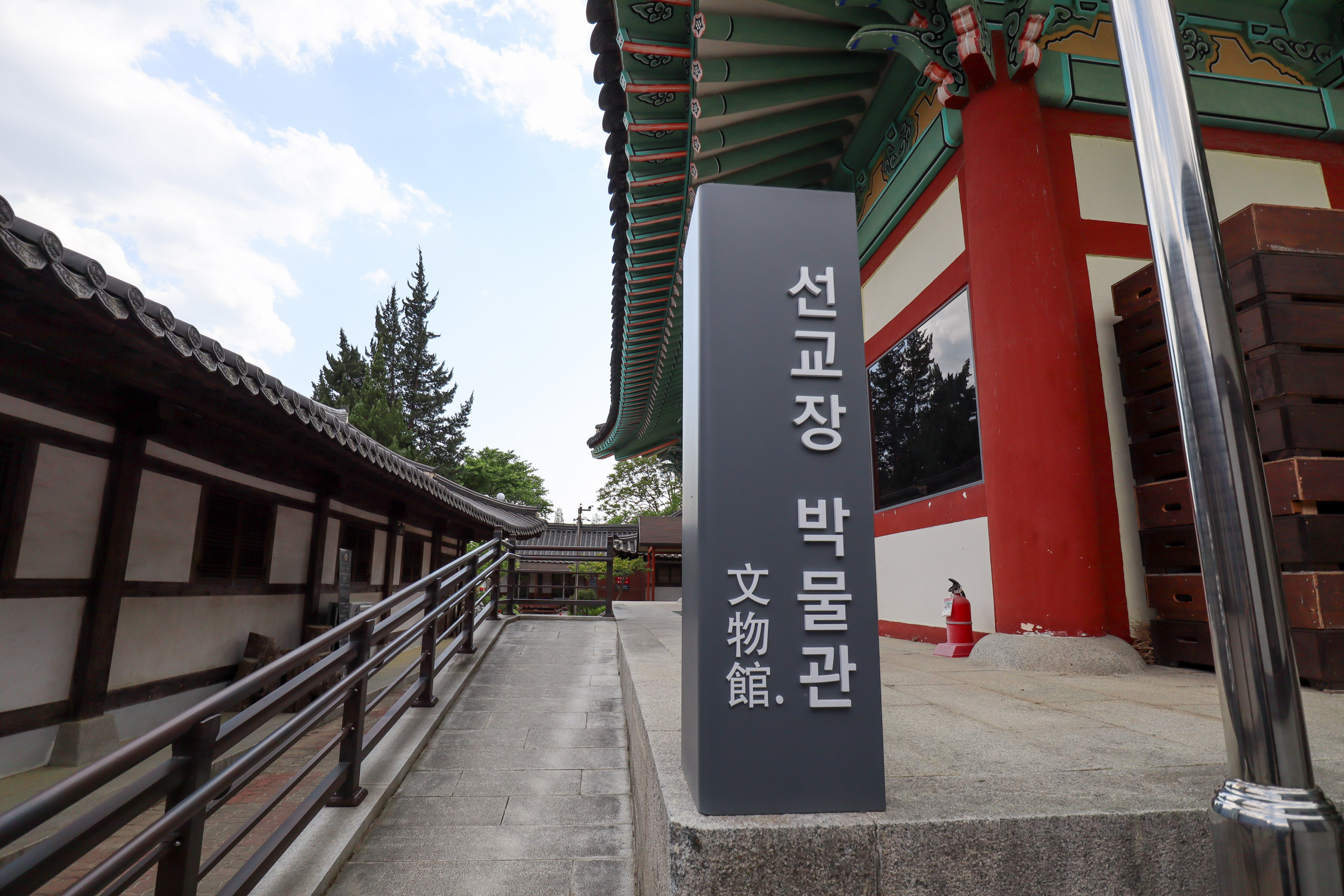
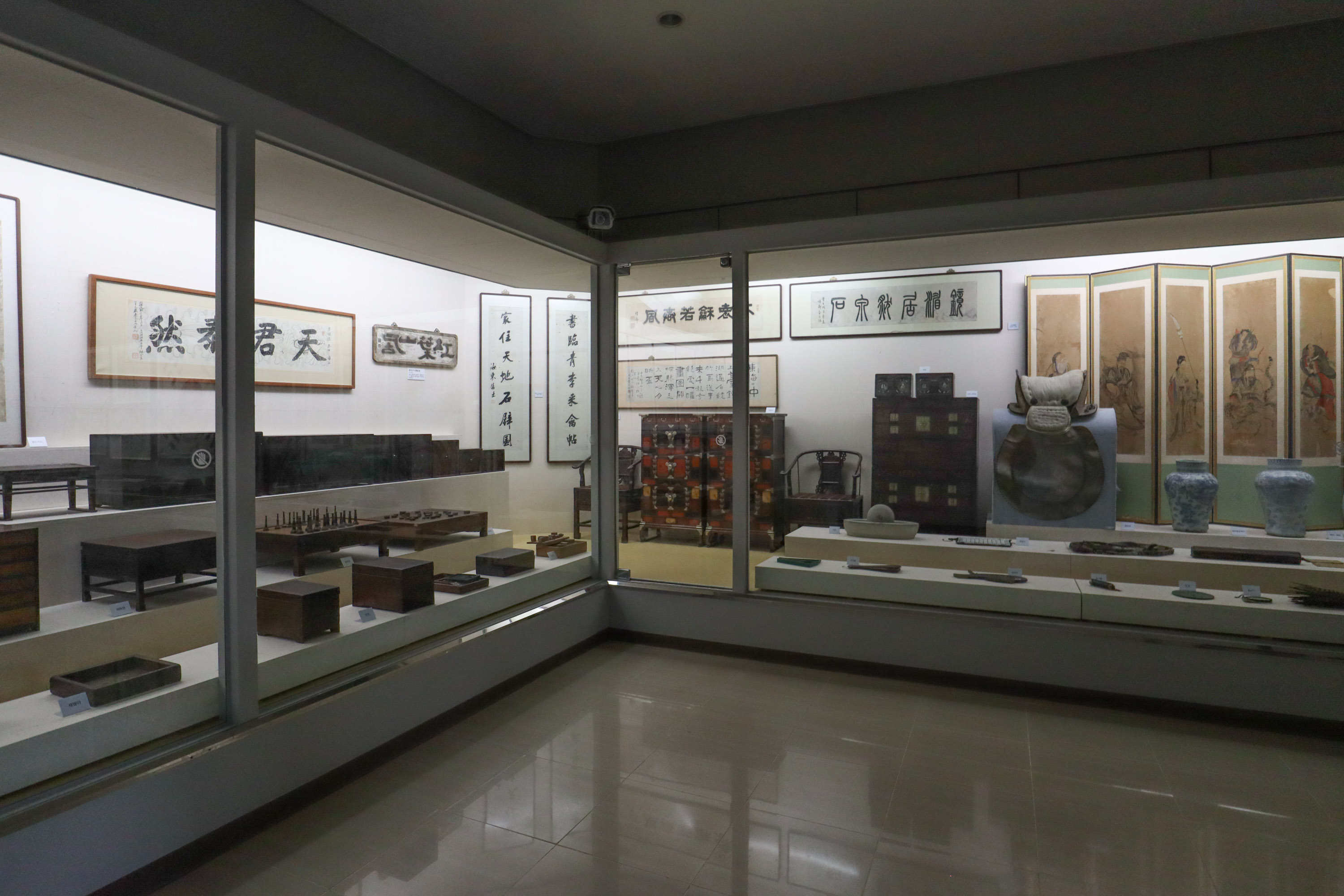
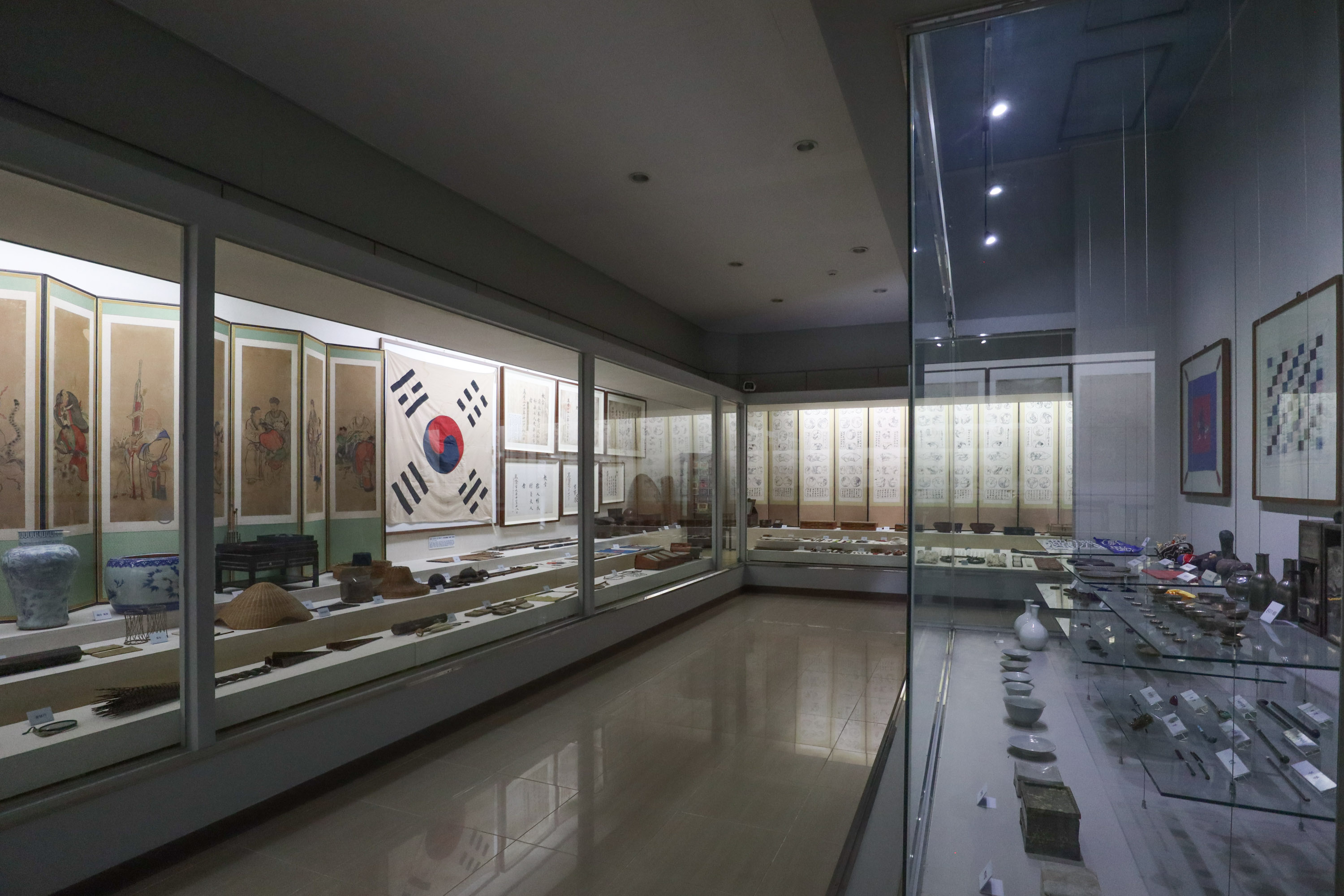
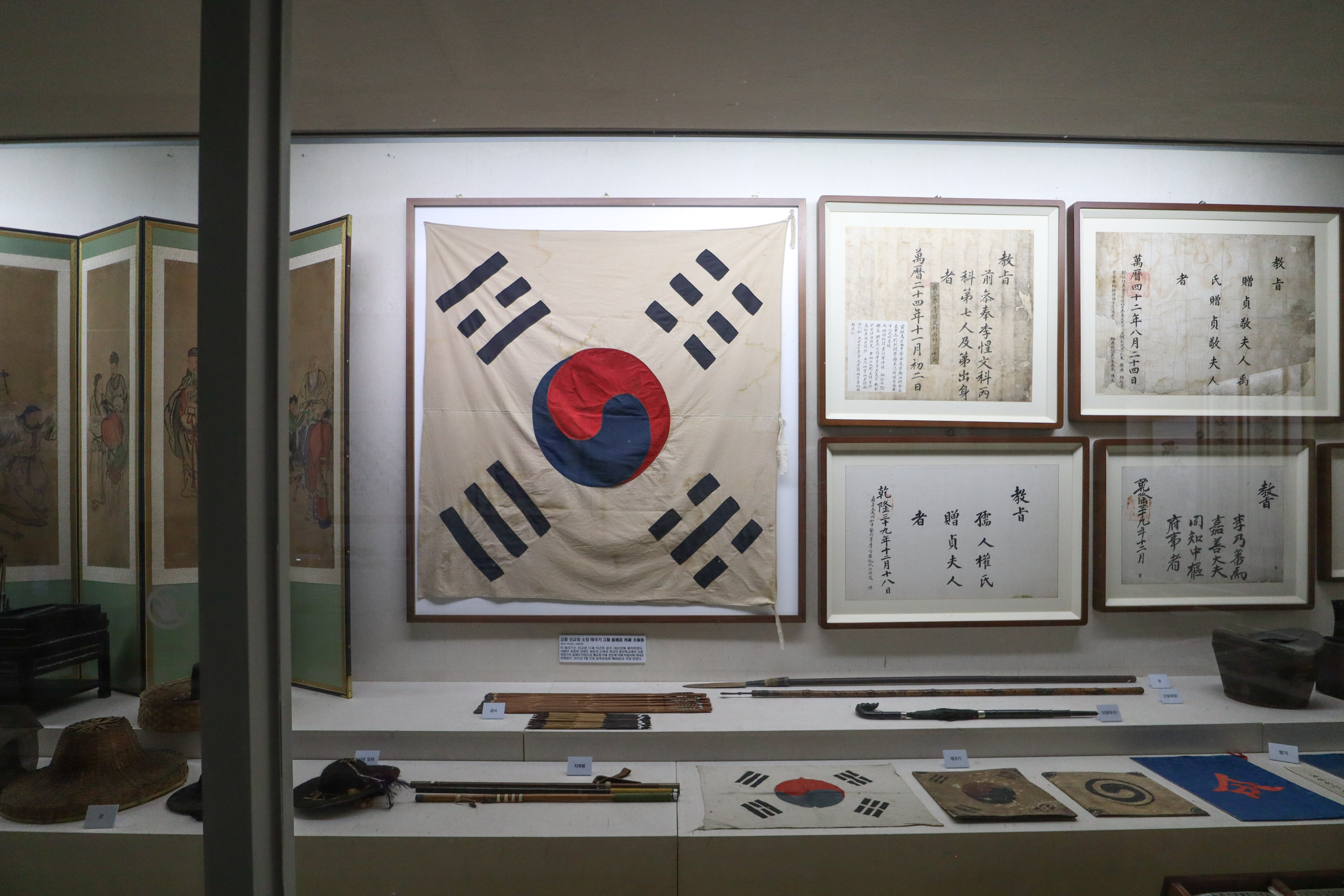

한국전통문화 체험을 위해 문화관광부와 강릉시 지원으로 2005년에 건립된 건물이다.
교육관

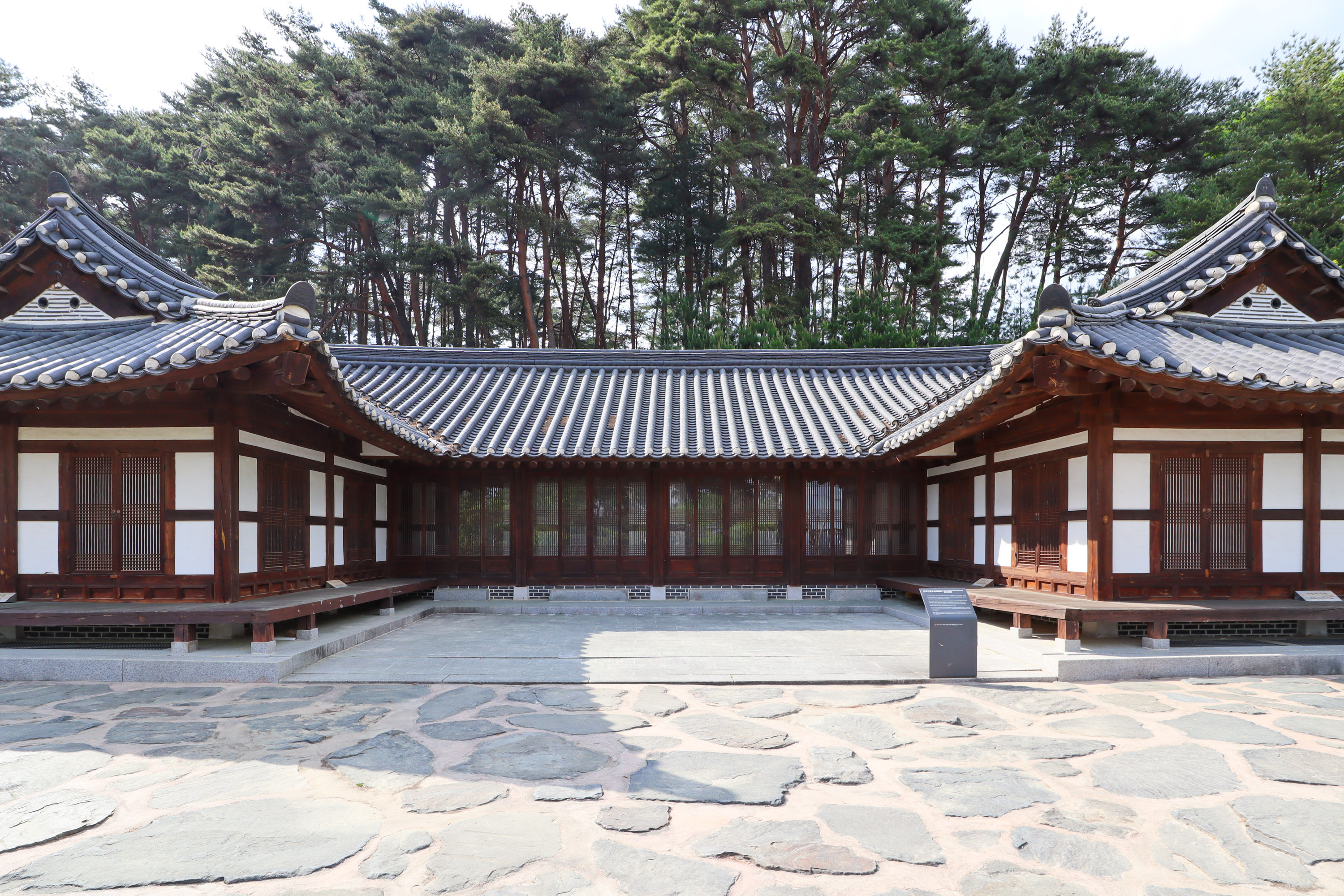
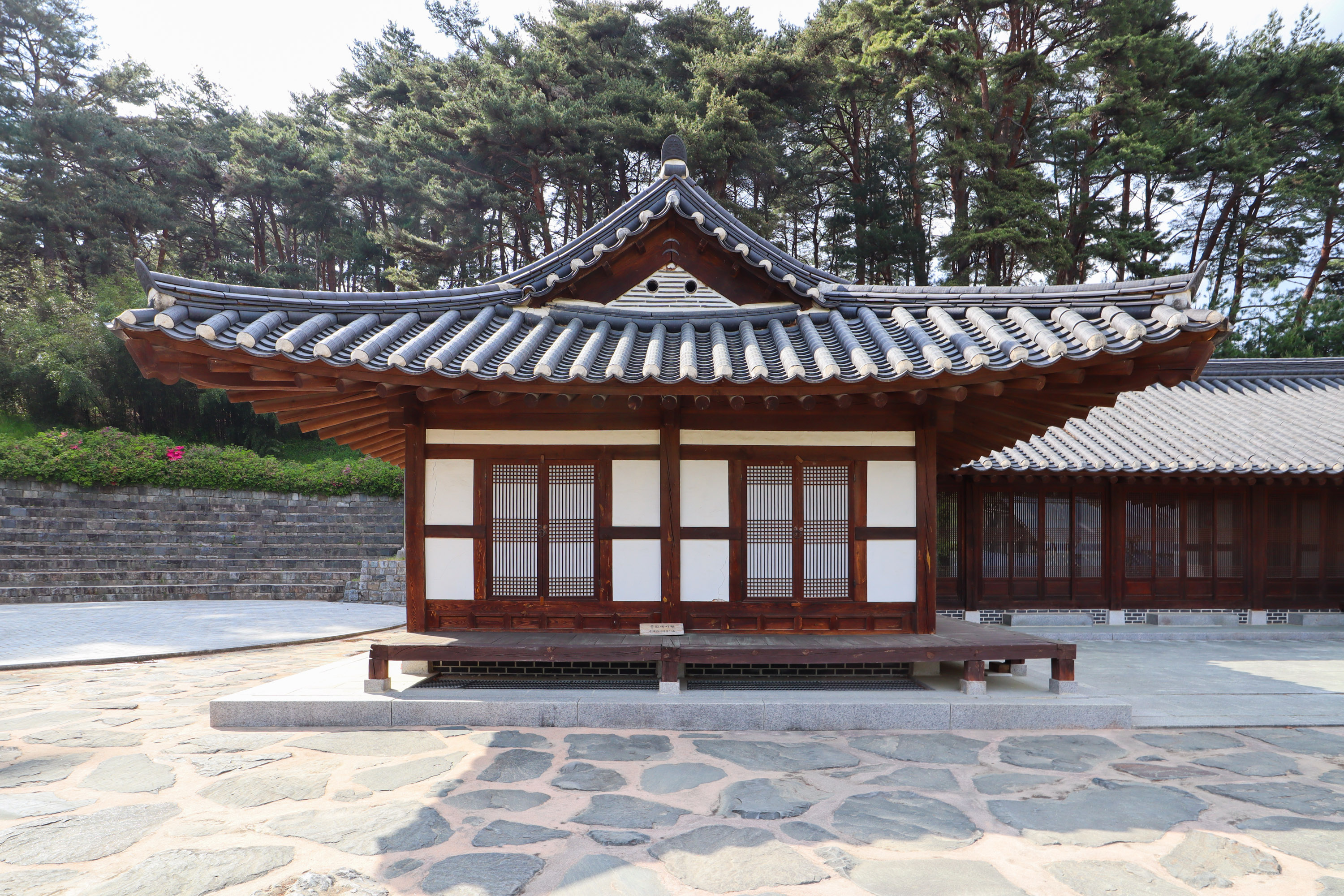

기업의 세미나, 교육 및 대규모 연회 행사 용도로 쓰인다.
가화당
선교장의 가족실로 쓰이고 있다.

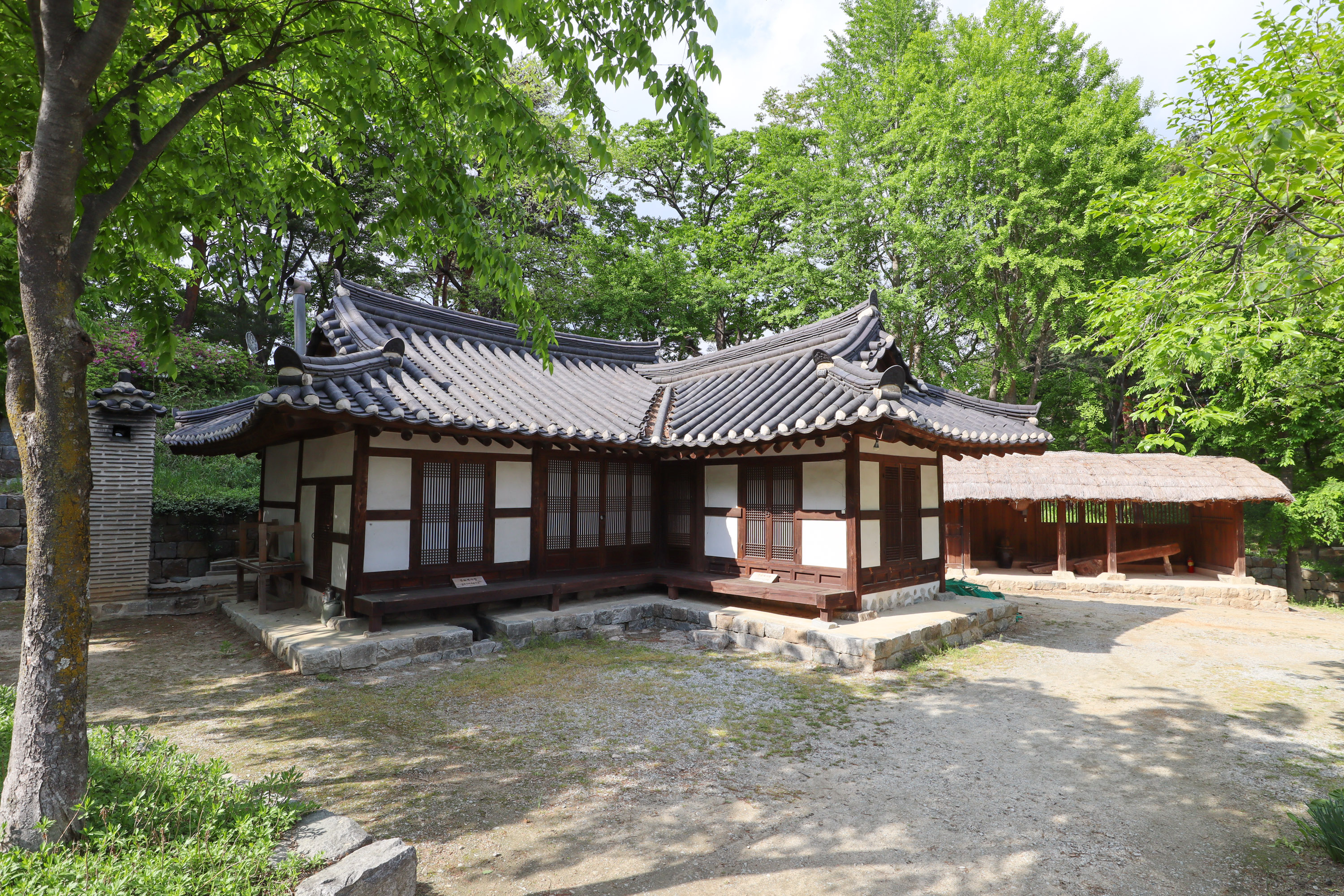
가화당(왼쪽 기와 가옥)

디딜방앗간
선교장의 야외 방앗간이다

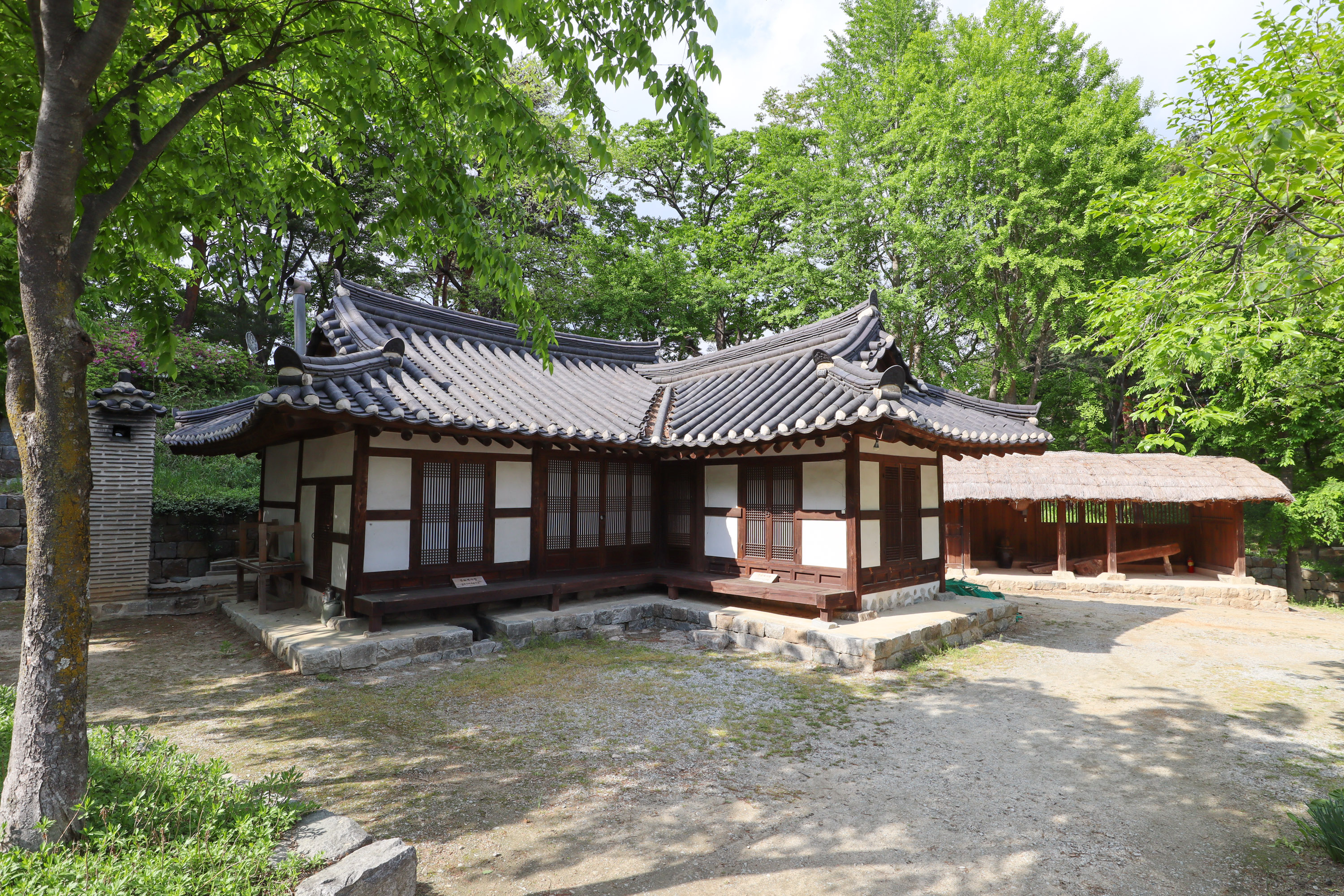
디딜방앗간(오른쪽 초가 가옥)

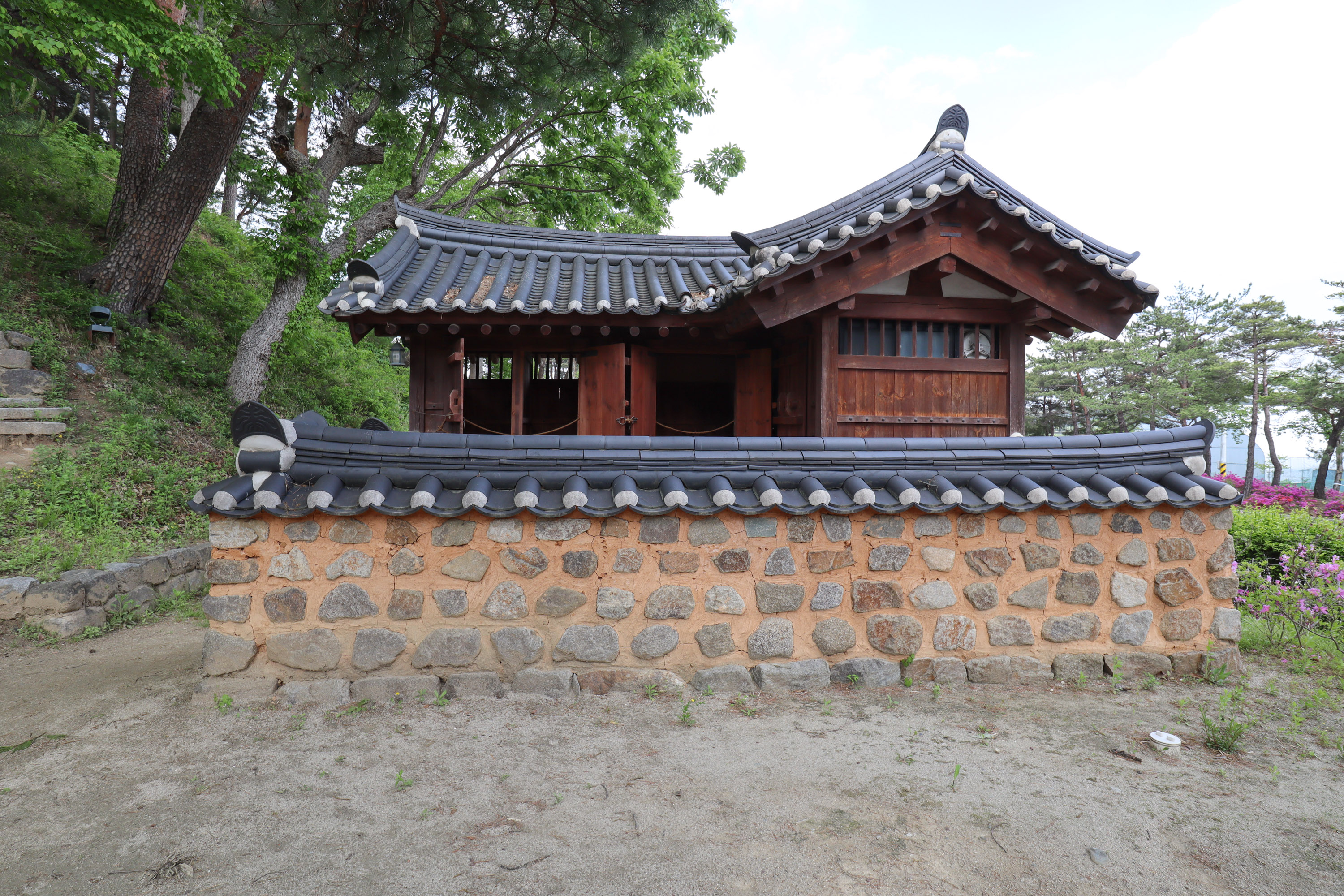
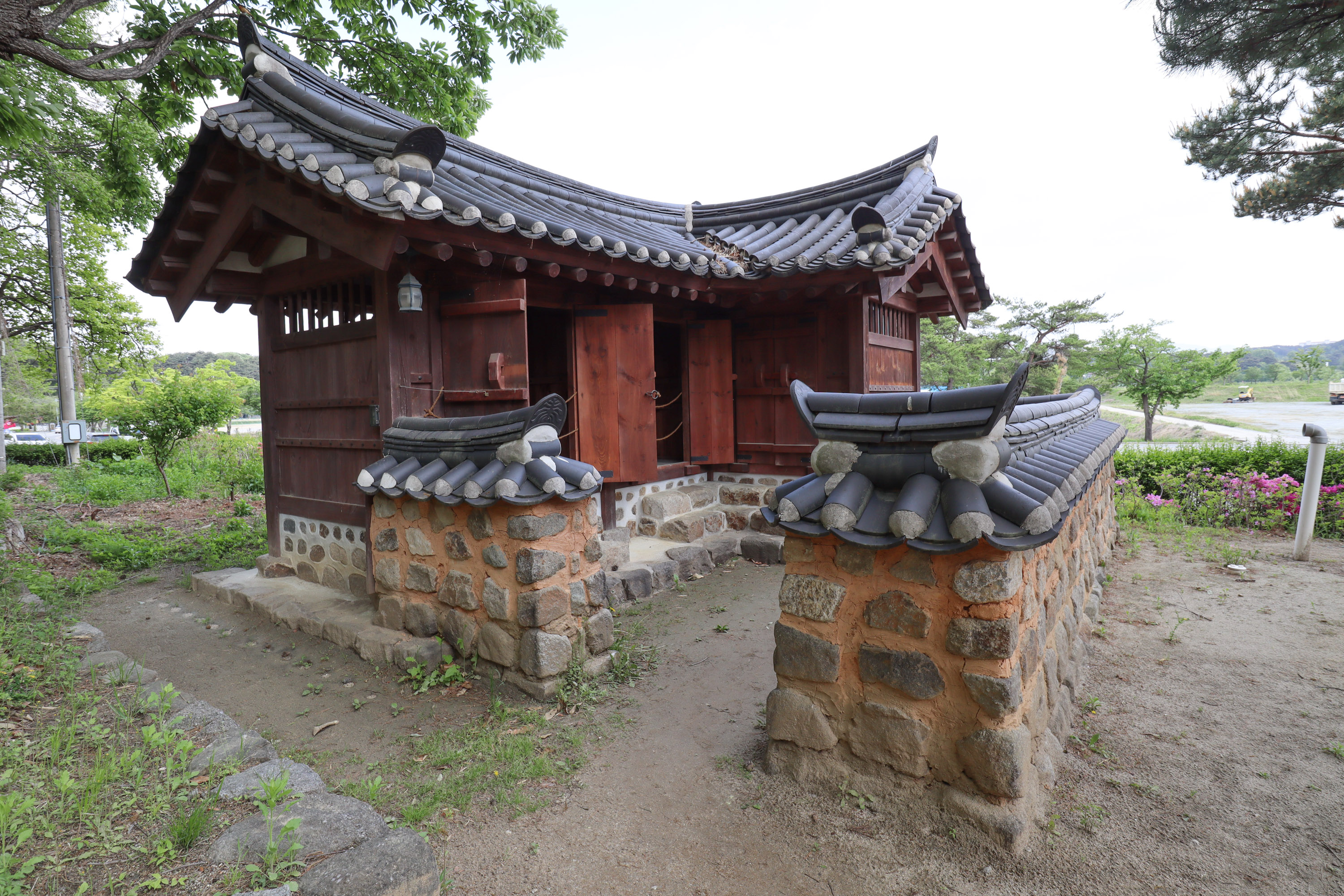
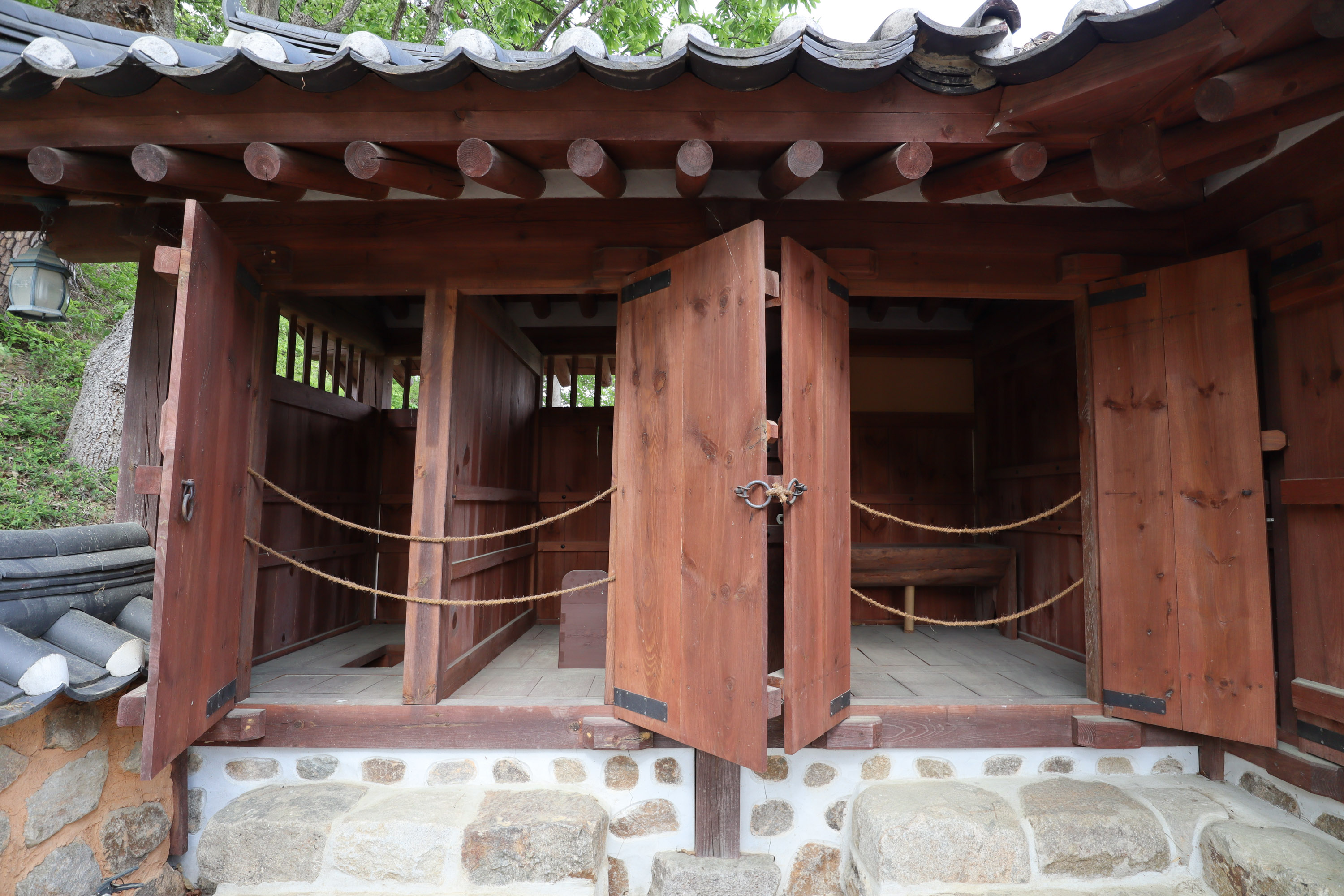

재래화장실 (해우소)
청룡길(선교장 둘레길)

## 가치
- 2000년 한국방송공사에서 20세기 한국 TOP 10을 선정할 때 한국 전통가옥 분야에서 한국 최고의 전통가옥으로 선정되었다.
- 300년동안 원형이 잘 보존되어 한국의 유형 문화재로서 중요한 위치를 차지하고 있고, 경포 호수권의 중심적인 역할을 담당한다.
- 경포대와 더불어 강릉문화를 대표하는 경포 호수권의 중추적인 역할을 담당하고 있으며 강릉시의 중요한 문화 관광 자원이다.

## 관람시간
1.하절기(3월~10월):09:00~18:00

2.동절기(11월~2월):09:00~17:00

## 관람료
1.성인(19~64):5000원(단체 3500원)

2.청소년(14~18):3000원(단체 2000원)

3.어린이(8~13):2000원(단체 1000원)
- 65세 이상이나 군경/장애인/유공자는 청소년 요금이 적용된다.
- 단체는 30인 이상부터 적용된다.

## 관람시 유의사항
문화재 및 목조건물 보호를 위하여 모든지역은 금연구역이며 음식물 반입과 맹인안내견을 제외한 모든 애완견은 출입이 제한된다. 선교장내 야산 및 숲 지정 관람로를 제외한 모든곳은 출입이 금지되어 있다.
또한 자전거, 인라인스케이트 등도 이용불가하다.

## 문화
많은 드라마의 촬영장소였다
- 공주의 남자[3] - 김종서, 김승유 본가
- 황진이 - 송도 교방
- 신데렐라 언니 - 대성참도가
- 한성별곡
- 개인의 취향

## 참고 자료
- 선교장 - 국가유산청 국가유산포털